# Schwarzwaldbahn (Württemberg)
| |                                                               |                                                   |                                                   |
| Streckennummer (DB): | 4810                                                          |                                                   |                                                   |
| Kursbuchstrecke (DB): | 790.6                                                         |                                                   |                                                   |
| Kursbuchstrecke: | 327 (1946)                                                    |                                                   |                                                   |
| Streckenlänge: | 48,52 km                                                      |                                                   |                                                   |
| Spurweite: | 1435 mm (Normalspur)                                          |                                                   |                                                   |
| Streckenklasse: | D4                                                            |                                                   |                                                   |
| Stromsystem: | bis Weil der Stadt: 15 kV 16,7 Hz ~                           |                                                   |                                                   |
| Maximale Neigung: | Bestand: 30 ‰; im Bau: 40 ‰                                   |                                                   |                                                   |
| Minimaler Radius: | 335 m                                                         |                                                   |                                                   |
| Streckengeschwindigkeit: | 120 km/h                                                      |                                                   |                                                   |
| Zugbeeinflussung: | PZB                                                           |                                                   |                                                   |
| Zweigleisigkeit: | Stuttgart-Zuffenhausen–Rankmühle, bis 1961: Althengstett–Calw |                                                   |                                                   |
| |                                                               |                                                   |                                                   |
| \| \| \| von Stuttgart \| \| \| \| \| Industriebahn Feuerbach \| \| \| \| 0,000 \| Stuttgart-Zuffenhausen \| 281 m \| \| \| \| nach Würzburg \| \| \| \| \| nach Kornwestheim Rbf \| \| \| \| \| nach Mannheim \| \| \| \| 1,144 \| Stuttgart Neuwirtshaus (Porscheplatz) \| Stuttgart Neuwirtshaus (Porscheplatz) \| \| \| \| von Kornwestheim Rbf \| \| \| \| 3,603 \| Korntal \| 306 m \| \| \| \| nach Weissach \| \| \| \| 5,730 \| Stuttgart-Weilimdorf \| 307 m \| \| \| 7,707 \| Ditzingen \| 310 m \| \| \| 10,993 \| Höfingen \| 337 m \| \| \| 14,360 \| Leonberg \| 366 m \| \| \| 17,858 \| Rutesheim \| 395 m \| \| \| \| vom Flugplatz Malmsheim (ab ca. 1937) \| \| \| \| 20,483 \| Renningen \| 411 m \| \| \| \| nach Böblingen \| \| \| \| 22,466 \| Malmsheim \| 406 m \| \| \| 22,800 \| zum Steinbruch Malmsheim (1900–1960) \| zum Steinbruch Malmsheim (1900–1960) \| \| \| 23,100 \| Rankmühle (Üst) \| Rankmühle (Üst) \| \| \| \| vom Industriegebiet Weil der Stadt (1970–1990) \| \| \| \| 25,644 \| Weil der Stadt \| 404 m \| \| \| \| neue Trasse (links, im Bau), alte Trasse (rechts) \| \| \| \| 0 \| Tunnel Ostelsheim (498 m, im Bau) \| Tunnel Ostelsheim (498 m, im Bau) \| \| \| 29,570 \| Schafhausen (Württ) (bis 1983) \| 435 m \| \| \| 0 \| ↖ Fehllänge (–3070 m)[2] \| ↖ Fehllänge (–3070 m)[2] \| \| \| \| Hacksbergschleife[3] (rechts) \| \| \| \| 33,580 \| Ostelsheim (bis 1983, Reaktivierung geplant) \| 472 m \| \| \| 36,370 \| Forsttunnel (696 m) \| Forsttunnel (696 m) \| \| \| 37,873 \| Althengstett (bis 1983, als Hp geplant) \| 511 m \| \| \| 40,000 \| Feldhütte-Einschnitt[4] \| Feldhütte-Einschnitt[4] \| \| \| 41,310 \| Hans-Ulrich Bay-Brücke, B 295 \| Hans-Ulrich Bay-Brücke, B 295 \| \| \| 41,466 \| Calw-Heumaden (geplant) \| Calw-Heumaden (geplant) \| \| \| 41,680 \| Calw Ost (1944–1945) \| Calw Ost (1944–1945) \| \| \| 41,720 \| Calw-Heumaden (1974–1983) \| Calw-Heumaden (1974–1983) \| \| \| 43,770 \| Hirsauer Tunnel / Welzbergtunnel (554 m) \| Hirsauer Tunnel / Welzbergtunnel (554 m) \| \| \| 44,870 \| zum Auffüllplatz Welzberg (1944–1973) \| zum Auffüllplatz Welzberg (1944–1973) \| \| \| 45,360 \| zum Steinbruch Welzberg (1872–1974) \| zum Steinbruch Welzberg (1872–1974) \| \| \| 47,545 \| Calw HHB (ab Mitte 2025) \| Calw HHB (ab Mitte 2025) \| \| \| 47,810 \| Ziegelbachbrücke, B 296 \| Ziegelbachbrücke, B 296 \| \| \| \| von Pforzheim \| \| \| \| 48,520 \| Calw (bis 1989) \| 348 m \| \| \| \| nach Hochdorf (b Horb) \| \| \| \| \| \| \| \| Quellen: [5] \| \| \| \| |                                                               |                                                   |                                                   |
| Strecke |                                                               | von Stuttgart                                     | von Stuttgart                                     |
| Abzweig geradeaus und von links |                                                               | Industriebahn Feuerbach                           | Industriebahn Feuerbach                           |
| Bahnhof | 0,000                                                         | Stuttgart-Zuffenhausen                            | 281 m                                             |
| Abzweig geradeaus und nach rechts |                                                               | nach Würzburg                                     | nach Würzburg                                     |
| Abzweig geradeaus und nach rechts |                                                               | nach Kornwestheim Rbf                             | nach Kornwestheim Rbf                             |
| Abzweig geradeaus und nach rechts |                                                               | nach Mannheim                                     | nach Mannheim                                     |
| Haltepunkt / Haltestelle | 1,144                                                         | Stuttgart Neuwirtshaus (Porscheplatz)             | Stuttgart Neuwirtshaus (Porscheplatz)             |
| Abzweig geradeaus und von rechts |                                                               | von Kornwestheim Rbf                              | von Kornwestheim Rbf                              |
| Bahnhof | 3,603                                                         | Korntal                                           | 306 m                                             |
| Abzweig geradeaus und nach rechts |                                                               | nach Weissach                                     | nach Weissach                                     |
| Haltepunkt / Haltestelle | 5,730                                                         | Stuttgart-Weilimdorf                              | 307 m                                             |
| Bahnhof | 7,707                                                         | Ditzingen                                         | 310 m                                             |
| Haltepunkt / Haltestelle | 10,993                                                        | Höfingen                                          | 337 m                                             |
| Bahnhof | 14,360                                                        | Leonberg                                          | 366 m                                             |
| Haltepunkt / Haltestelle | 17,858                                                        | Rutesheim                                         | 395 m                                             |
| Abzweig geradeaus und ehemals von rechts |                                                               | vom Flugplatz Malmsheim (ab ca. 1937)             | vom Flugplatz Malmsheim (ab ca. 1937)             |
| Bahnhof | 20,483                                                        | Renningen                                         | 411 m                                             |
| Abzweig geradeaus und nach links |                                                               | nach Böblingen                                    | nach Böblingen                                    |
| Haltepunkt / Haltestelle | 22,466                                                        | Malmsheim                                         | 406 m                                             |
| Abzweig geradeaus und ehemals nach links | 22,800                                                        | zum Steinbruch Malmsheim (1900–1960)              | zum Steinbruch Malmsheim (1900–1960)              |
| Überleitstelle / Spurwechsel | 23,100                                                        | Rankmühle (Üst)                                   | Rankmühle (Üst)                                   |
| Abzweig geradeaus und ehemals von rechts |                                                               | vom Industriegebiet Weil der Stadt (1970–1990)    | vom Industriegebiet Weil der Stadt (1970–1990)    |
| Kopfbahnhof Strecke ab hier außer Betrieb | 25,644                                                        | Weil der Stadt                                    | 404 m                                             |
| Verschwenkung von links (Strecke außer Betrieb) · Verschwenkung von rechts (Strecke außer Betrieb) |                                                               | neue Trasse (links, im Bau), alte Trasse (rechts) | neue Trasse (links, im Bau), alte Trasse (rechts) |
| Strecke (außer Betrieb) (im Tunnel) · Strecke (außer Betrieb) | 0                                                             | Tunnel Ostelsheim (498 m, im Bau)                 | Tunnel Ostelsheim (498 m, im Bau)                 |
| Kilometer-Wechsel (Strecke außer Betrieb) (im Tunnel) · Bahnhof (Strecke außer Betrieb) | 29,570                                                        | Schafhausen (Württ) (bis 1983)                    | 435 m                                             |
| Strecke geradeaus (außer Betrieb) (im Tunnel) · Strecke (außer Betrieb) | 0                                                             | ↖ Fehllänge (–3070 m)                             | ↖ Fehllänge (–3070 m)                             |
| Verschwenkung nach links (Strecke außer Betrieb) · Verschwenkung nach rechts (Strecke außer Betrieb) |                                                               | Hacksbergschleife (rechts)                        | Hacksbergschleife (rechts)                        |
| Haltepunkt / Haltestelle (Strecke außer Betrieb) | 33,580                                                        | Ostelsheim (bis 1983, Reaktivierung geplant)      | 472 m                                             |
| Tunnel (Strecke außer Betrieb) | 36,370                                                        | Forsttunnel (696 m)                               | Forsttunnel (696 m)                               |
| Bahnhof (Strecke außer Betrieb) | 37,873                                                        | Althengstett (bis 1983, als Hp geplant)           | 511 m                                             |
| | 40,000                                                        | Feldhütte-Einschnitt                              | Feldhütte-Einschnitt                              |
| Brücke (Strecke außer Betrieb) | 41,310                                                        | Hans-Ulrich Bay-Brücke, B 295                     | Hans-Ulrich Bay-Brücke, B 295                     |
| Haltepunkt / Haltestelle (Strecke außer Betrieb) | 41,466                                                        | Calw-Heumaden (geplant)                           | Calw-Heumaden (geplant)                           |
| Haltepunkt / Haltestelle (Strecke außer Betrieb) | 41,680                                                        | Calw Ost (1944–1945)                              | Calw Ost (1944–1945)                              |
| Haltepunkt / Haltestelle (Strecke außer Betrieb) | 41,720                                                        | Calw-Heumaden (1974–1983)                         | Calw-Heumaden (1974–1983)                         |
| Tunnel (Strecke außer Betrieb) | 43,770                                                        | Hirsauer Tunnel / Welzbergtunnel (554 m)          | Hirsauer Tunnel / Welzbergtunnel (554 m)          |
| Abzweig geradeaus und nach links (Strecke außer Betrieb) | 44,870                                                        | zum Auffüllplatz Welzberg (1944–1973)             | zum Auffüllplatz Welzberg (1944–1973)             |
| Abzweig geradeaus und nach links (Strecke außer Betrieb) | 45,360                                                        | zum Steinbruch Welzberg (1872–1974)               | zum Steinbruch Welzberg (1872–1974)               |
| Haltepunkt / Haltestelle (Strecke außer Betrieb) | 47,545                                                        | Calw HHB (ab Mitte 2025)                          | Calw HHB (ab Mitte 2025)                          |
| Brücke (Strecke außer Betrieb) | 47,810                                                        | Ziegelbachbrücke, B 296                           | Ziegelbachbrücke, B 296                           |
| Abzweig ehemals geradeaus und von rechts |                                                               | von Pforzheim                                     | von Pforzheim                                     |
| ehemaliger Bahnhof | 48,520                                                        | Calw (bis 1989)                                   | 348 m                                             |
| Strecke |                                                               | nach Hochdorf (b Horb)                            | nach Hochdorf (b Horb)                            |
| |                                                               |                                                   |                                                   |
| Quellen: |                                                               |                                                   |                                                   |

Die Schwarzwaldbahn – zur Unterscheidung von der gleichnamigen badischen Strecke auch Württembergische Schwarzwaldbahn genannt – ist eine Eisenbahnstrecke von Stuttgart nach Calw, die 1872 eröffnet wurde.
Der Abschnitt Stuttgart–Weil der Stadt wurde in den 1930er Jahren elektrifiziert und ist seit 1978 Teil des Stuttgarter S-Bahn-Netzes.
Das Streckenstück zwischen Weil der Stadt und Calw verlor hingegen an Bedeutung und wurde in den 1980er Jahren außer Betrieb genommen, die zur Reaktivierung notwendigen Baumaßnahmen sind im Gang. Der als Hermann-Hesse-Bahn bezeichnete Streckenabschnitt soll Ende 2025 in Betrieb genommen werden.

## Geschichte

### 1865–1872: Planung und Bau
Im Jahr 1865 beschloss der württembergische Landtag den Bau der Schwarzwaldbahn von Stuttgart über Leonberg und Weil der Stadt nach Calw. Carl Julius Abel leitete die Planung und den Bau der Strecke. Die Schwarzwaldbahn wurde als Hauptbahn gebaut und trassiert, das heißt mit möglichst wenigen Bögen, großzügigen Radien, geringen Steigungen und wenigen Bahnübergängen. Die Ingenieurbauten der Strecke – die beiden Tunnel und die Widerlager aller Brücken – waren für den zweigleisigen Betrieb ausgelegt. Das Planum blieb eingleisig, bis auf den Abschnitt Althengstett–Calw, der zweigleisig erstellt wurde, damit der Betrieb trotz der 10,5 Kilometer langen Rampe Calw–Althengstett flüssig laufen konnte. Dieser mit 1:55 (knapp zwei Prozent) geneigte Abschnitt war der erste von Anfang an zweigleisig erstellte Streckenteil in Württemberg.

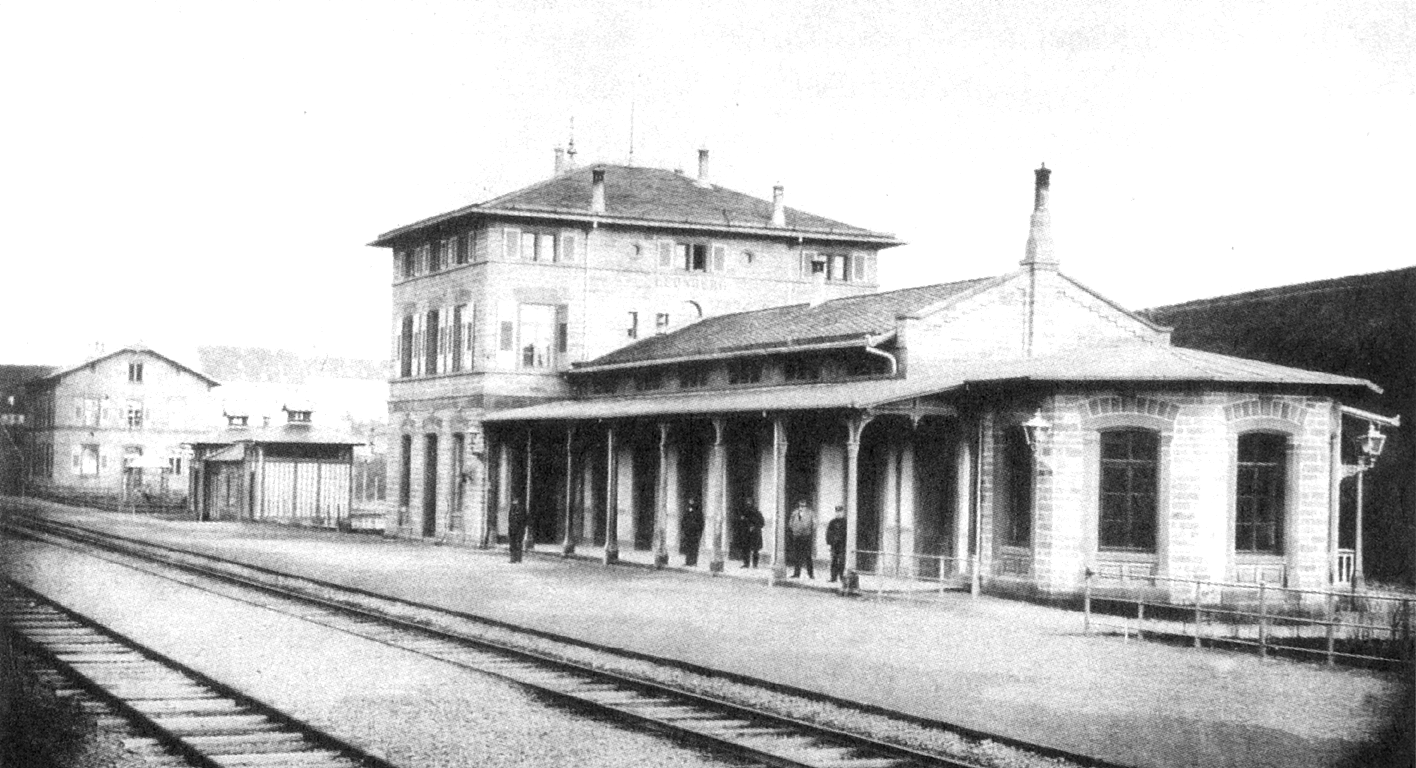
Erster Bahnhof in Leonberg (um 1870)

Der Streckenabschnitt von Zuffenhausen nach Ditzingen wurde 1868 fertiggestellt, ein Jahr später war der Abschnitt bis Weil der Stadt vollendet.
Der letzte und aufwendigste Teil der Strecke zwischen Weil der Stadt und Calw wurde erst 1872 fertiggestellt. Dabei wurde um den Hacksberg bei Schafhausen eine enge Schleife mit einem Radius von 335 Metern gebaut. Eine zweite Kehrschleife gibt es bei Hirsau. Hier war es aufgrund des großen Höhenunterschieds zwischen Calw und Althengstett notwendig, eine künstliche Verlängerung herbeizuführen. Daher wird das Tälesbachtal, ein Seitental des Nagoldtals, in einer Schleife ausgefahren. Hierzu wurde oberhalb von Calw-Hirsau der so genannte Tälesbachdamm aufgeschüttet. Dessen gesamte Schüttungshöhe wird mit 64 Meter angegeben. Es handle sich „um den größten Damm, der damals überhaupt auf der Welt existierte“. Anschließend wird die Strecke wieder durch den Hirsauer Tunnel, den man als Teil eines Kehrtunnels ansehen kann, an den Hang des Nagoldtals zurückgeführt. Das bedeutet, dass ein Zug, der aus Calw in Richtung Althengstett fährt, sich zunächst am östlichen Nagoldtalhang in nördlicher Fahrtrichtung befindet, um dann nach der Schleife parallel am selben Hang, nur um einiges höher, in die entgegengesetzte südliche Fahrtrichtung zu fahren. Vorbild für diese Art der Trassierung war die Brennerbahn in Österreich.
Der Bauabschnitt enthält den circa 700 Meter langen Forsttunnel zwischen Ostelsheim und Althengstett. Ein weiterer Tunnel war zwischen Althengstett und Calw geplant, konnte aber aufgrund von geologischen Problemen nicht gebaut werden. Stattdessen legte man den 1150 Meter langen und bis zu 38 Meter tiefen Feldhütte-Einschnitt an.
Direkt am Ende der Strecke in Calw wurde ebenfalls 1872 das Bahnbetriebswerk Calw fertiggestellt.
Die Eröffnung des Abschnitts Weil der Stadt – Calw fand am 20. Juni 1872 statt. Am selben Tag wurde auch die Fortsetzung Calw – Nagold in Betrieb genommen, dieser Streckenteil wurde später der Nagoldtalbahn zugerechnet, als 1874 deren Streckenabschnitte Brötzingen – Calw und Nagold – Hochdorf eröffnet werden konnten.

### Seit 1932: Teilung und Auseinanderentwicklung

#### Stuttgart–Weil der Stadt: Ausbau und S-Bahn-Betrieb
Von Stuttgart-Zuffenhausen bis Renningen wurde in den Jahren 1932 bis 1939 das zweite Gleis verlegt. Im Rahmen des Stuttgarter Vorortverkehrs wurde außerdem der Abschnitt von Stuttgart-Zuffenhausen nach Leonberg bis zum 15. Mai 1939 und der Abschnitt von Leonberg nach Weil der Stadt bis zum 18. Dezember 1939 elektrifiziert. Auf dem elektrischen Abschnitt wurden die Baureihe E 44 und nach dem Zweiten Weltkrieg auch die Baureihe E 52 eingesetzt. Im Zeitraum von 1956 bis 1967 gab es auf der Schwarzwaldbahn sogar Eilzüge der Linie Stuttgart–Calw.
Seit 1978 ist der Abschnitt Stuttgart – Weil der Stadt in das Netz der S-Bahn Stuttgart integriert; auf dem Abschnitt nach Calw verkehrten zunächst weiterhin Dieseltriebwagen als Zubringer zur S-Bahn. Im Zuge der Aufnahme des S-Bahn-Betriebs wurde im Bahnhof Zuffenhausen für das Gleis nach Weil der Stadt ein Überwerfungsbauwerk von einem Kilometer Länge mit einem Hochbahnsteig und 30 Promille steilen Rampen gebaut. Am 3. Dezember 1988 wurde der für knapp fünf Millionen D-Mark errichtete S-Bahn-Haltepunkt Weilimdorf in Betrieb genommen.
Im Oktober 2003 wurde zwischen Renningen und Malmsheim ein zweites Gleis in Betrieb genommen. Dies ermöglichte der S-Bahn einen Fahrplan mit längeren Fahrzeiten, aber größerer Stabilität, wobei sich die planmäßigen Zugkreuzungen von Weil der Stadt nach Malmsheim verschoben. Die längere Reisezeit bezieht die Aufenthalte in Renningen mit ein, die sich ergeben, wenn Züge der S-Bahn-Linie S 60 dort gestärkt oder geschwächt werden. Die S-Bahn-Reisezeit von Weil der Stadt nach Stuttgart Hauptbahnhof verlängerte sich stufenweise von 31 Minuten (1981) auf 39 Minuten (2021).

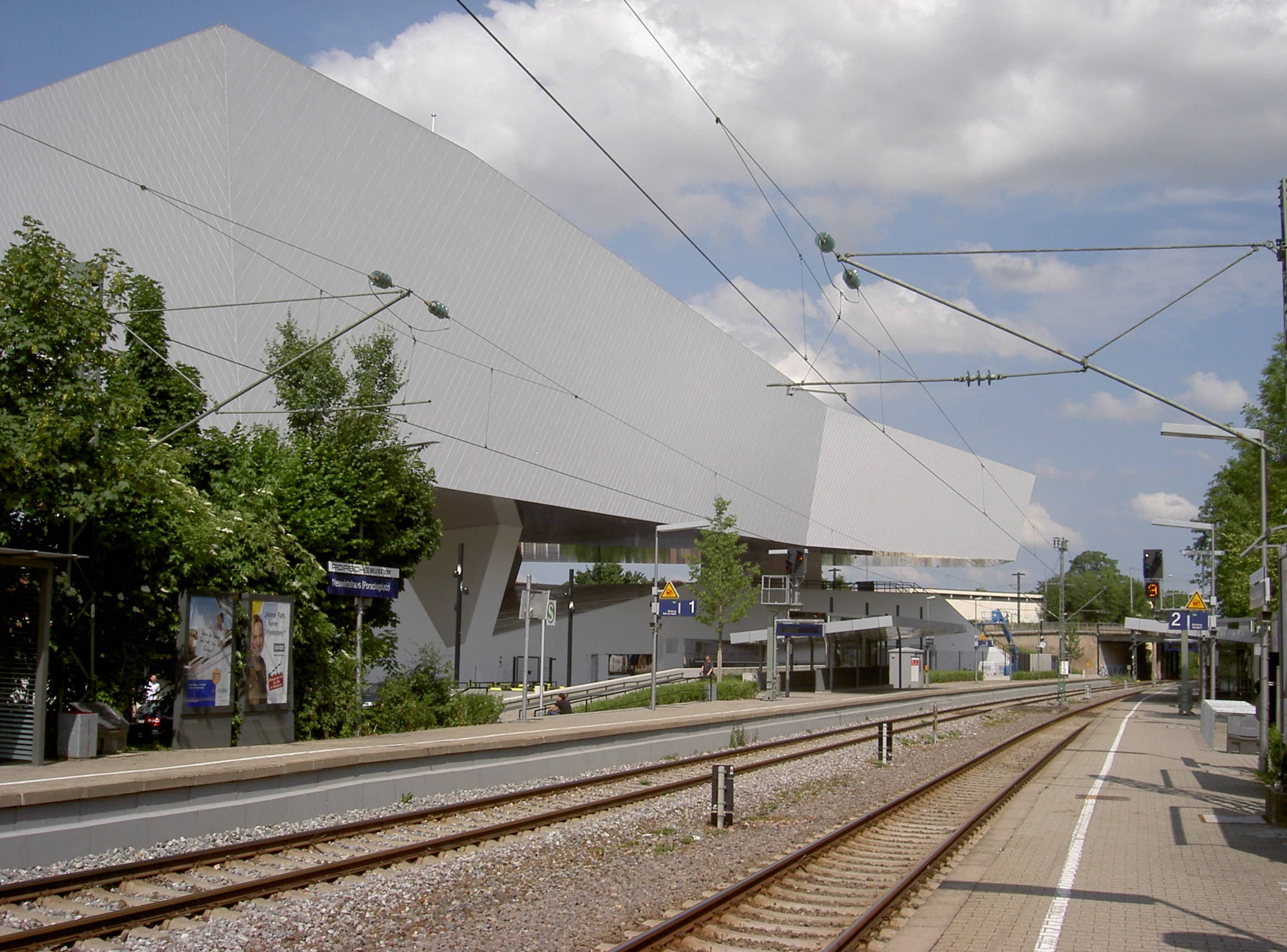
Haltepunkt Neuwirtshaus (Porscheplatz)
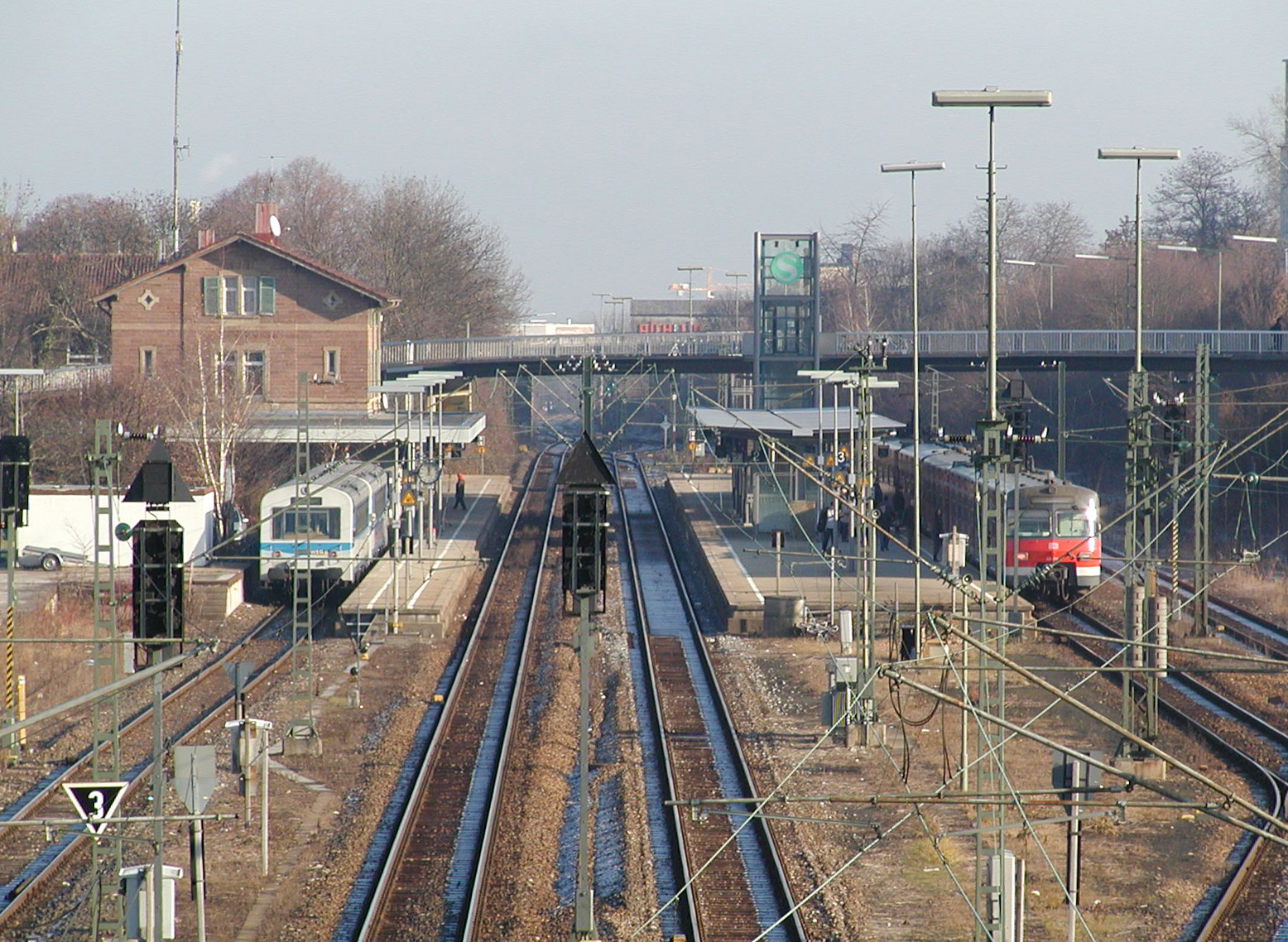
Bahnhof Korntal (2005), links Zug der Strohgäubahn.
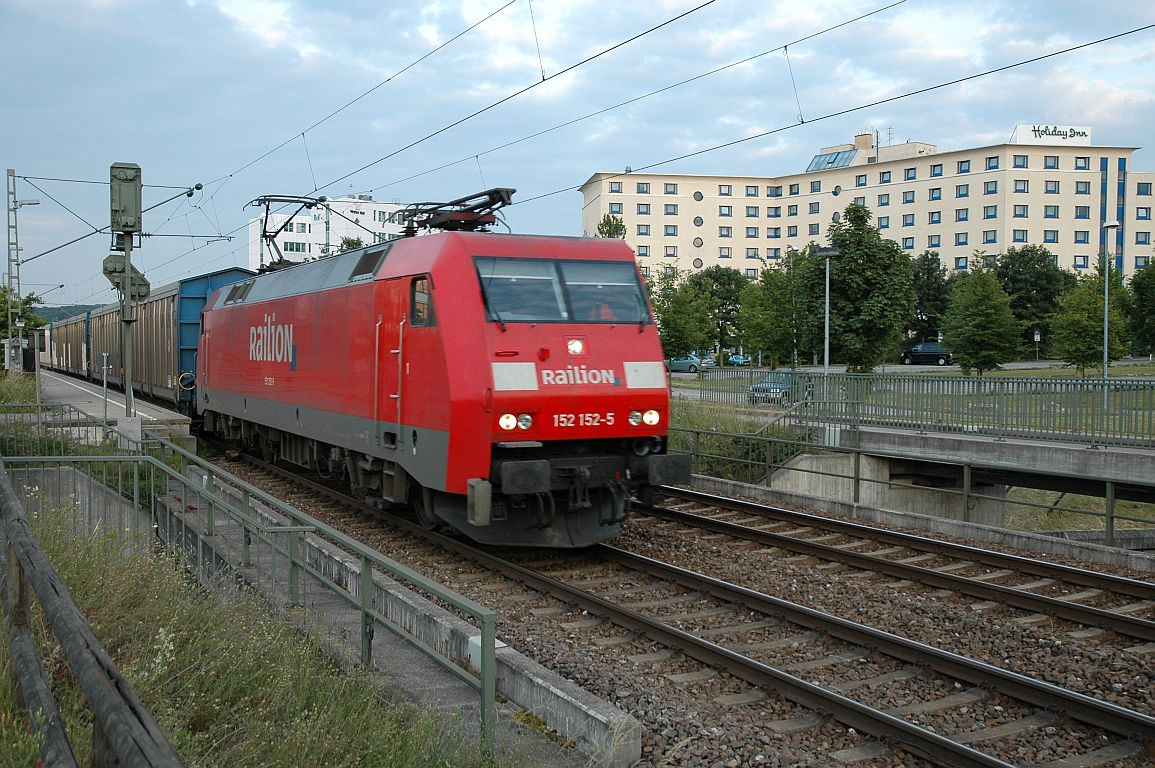
Ein Güterzug durchfährt den Haltepunkt Weilimdorf
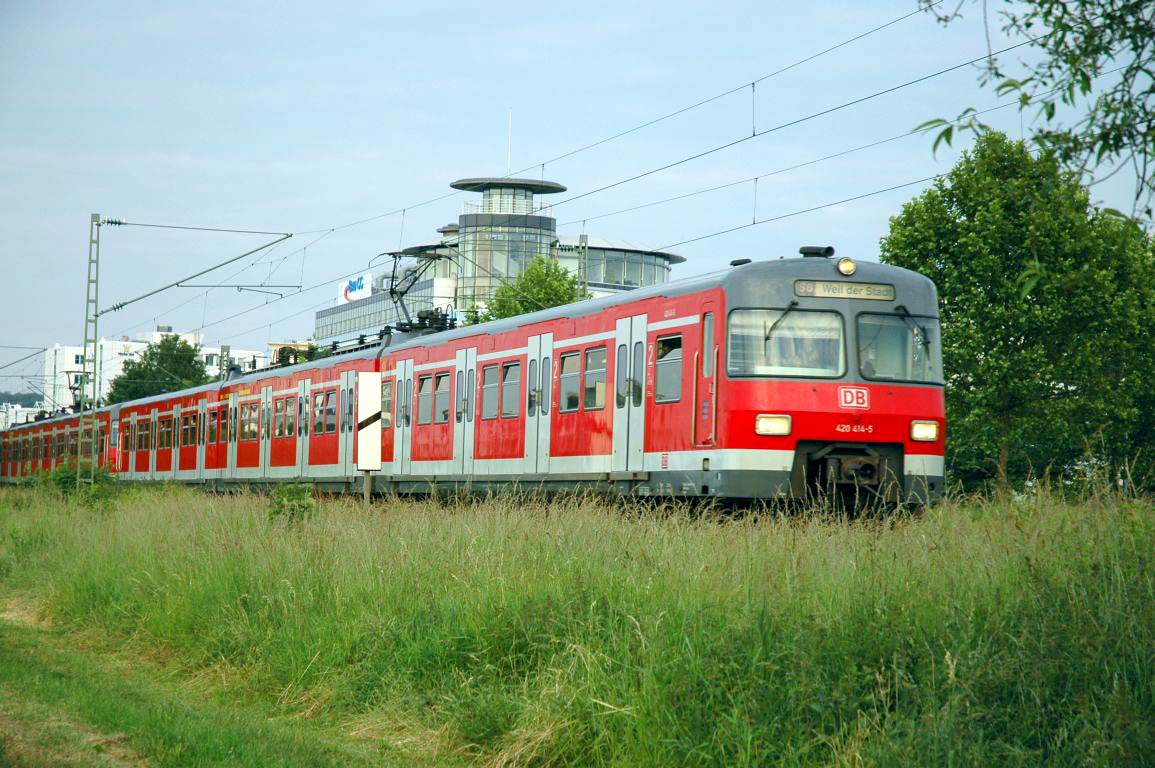
S-Bahn in Richtung Weil der Stadt kurz hinter dem Haltepunkt Stuttgart-Weilimdorf
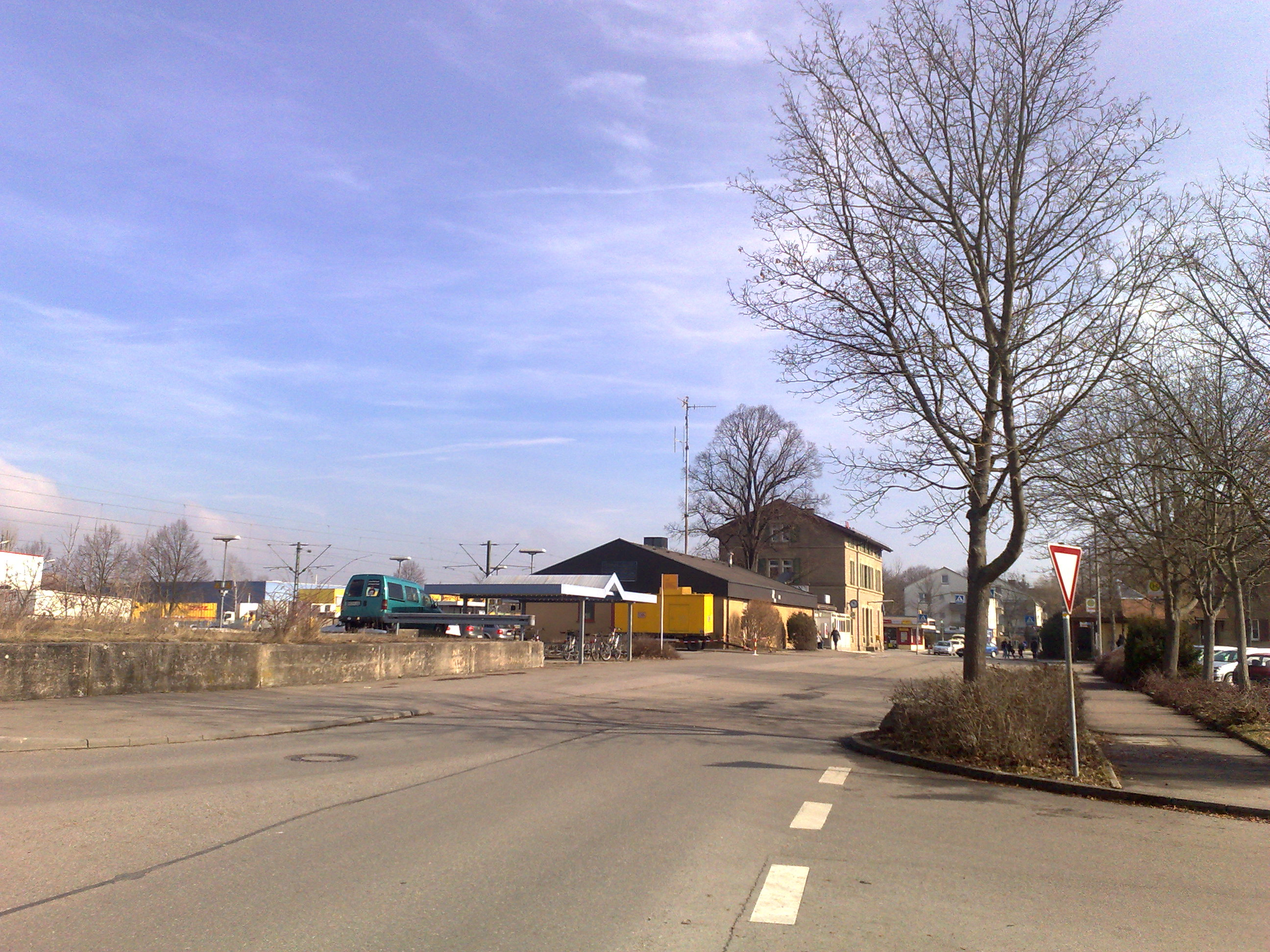
Bahnhof Renningen

#### Weil der Stadt–Calw: Stagnation und Außerbetriebnahme
Nach der Elektrifizierung des Abschnittes Stuttgart – Weil der Stadt kamen auf dem verbliebenen Abschnitt zwischen Weil der Stadt und Calw weiterhin Dampflokomotiven zum Einsatz. Seit 1953 wurden auch dieselgetriebene Schienenbusse der DB-Baureihe VT 98 gefahren, die einige Jahre später dann alle Leistungen auf der Strecke übernahmen. Das zweite Gleis zwischen Calw und Althengstett wurde 1963 abgebaut.
1983 wurde der Personenverkehr eingestellt. Das Verkehrsaufkommen im Güterverkehr wurde 1986 mit 220 Wagen pro Jahr beziffert, die notwendigen Investitionen für einen Weiterbetrieb mit rund einer Million DM. 1988 wurde der Güterverkehr nach einem Erdrutsch am Forsttunnel bei Althengstett eingestellt und die Gleisanlagen verfielen. Die Bemühungen des im Dezember 1987 gegründeten Vereins zur Erhaltung der Württembergischen Schwarzwaldbahn (WSB, seit 2009 Verein Württembergische Schwarzwaldbahn Calw–Weil der Stadt) führten 1994 zum Kauf des Streckenabschnittes durch den Landkreis Calw. Das Eisenbahn-Bundesamt genehmigte die Stilllegung der Strecke zum 1. September 1995, gleichzeitig erteilte jedoch das Land Baden-Württemberg dem Kreis Calw auf seinen Antrag die Konzession für eine nichtöffentliche Anschlussbahn für 20 Jahre. Die Trasse inklusive der Bahnhöfe ist als Sachgesamtheit Württembergische Schwarzwaldbahn im Sinne des § 2 DSchG als Kulturdenkmal der Bau- und Kunstdenkmalpflege geschützt.
Die Anforderungen für den Schallschutz bleiben auf dem Stand vor der Stilllegung.

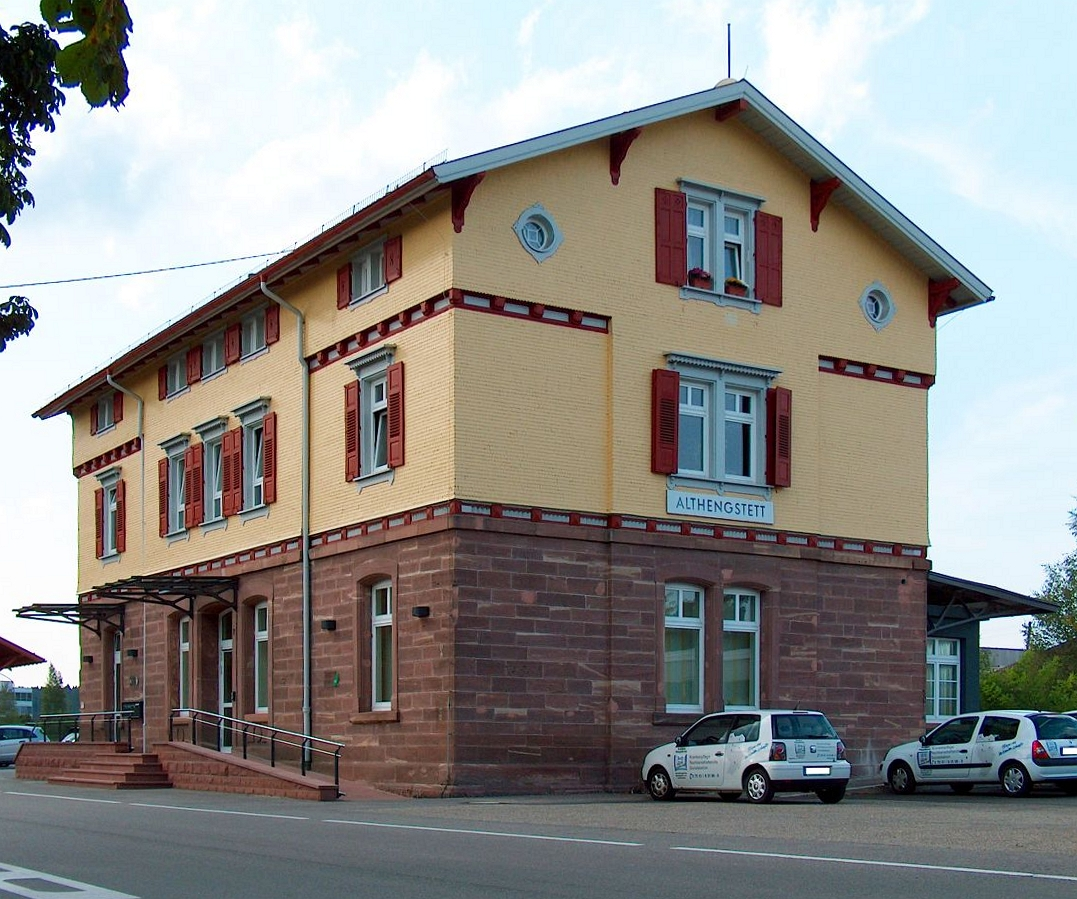
Bahnhof Althengstett
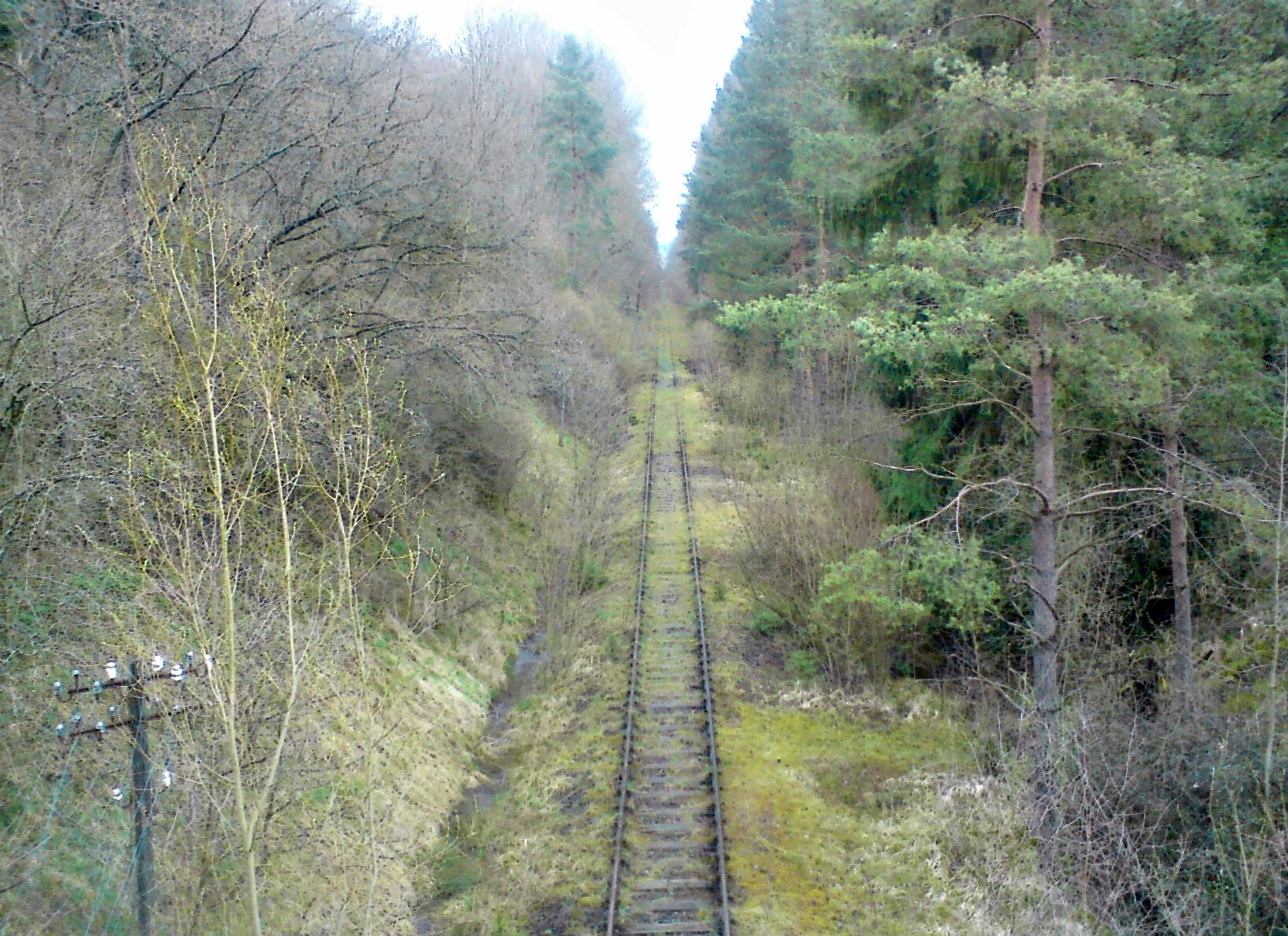
Der Feldhütte-Einschnitt zwischen Althengstett und Calw
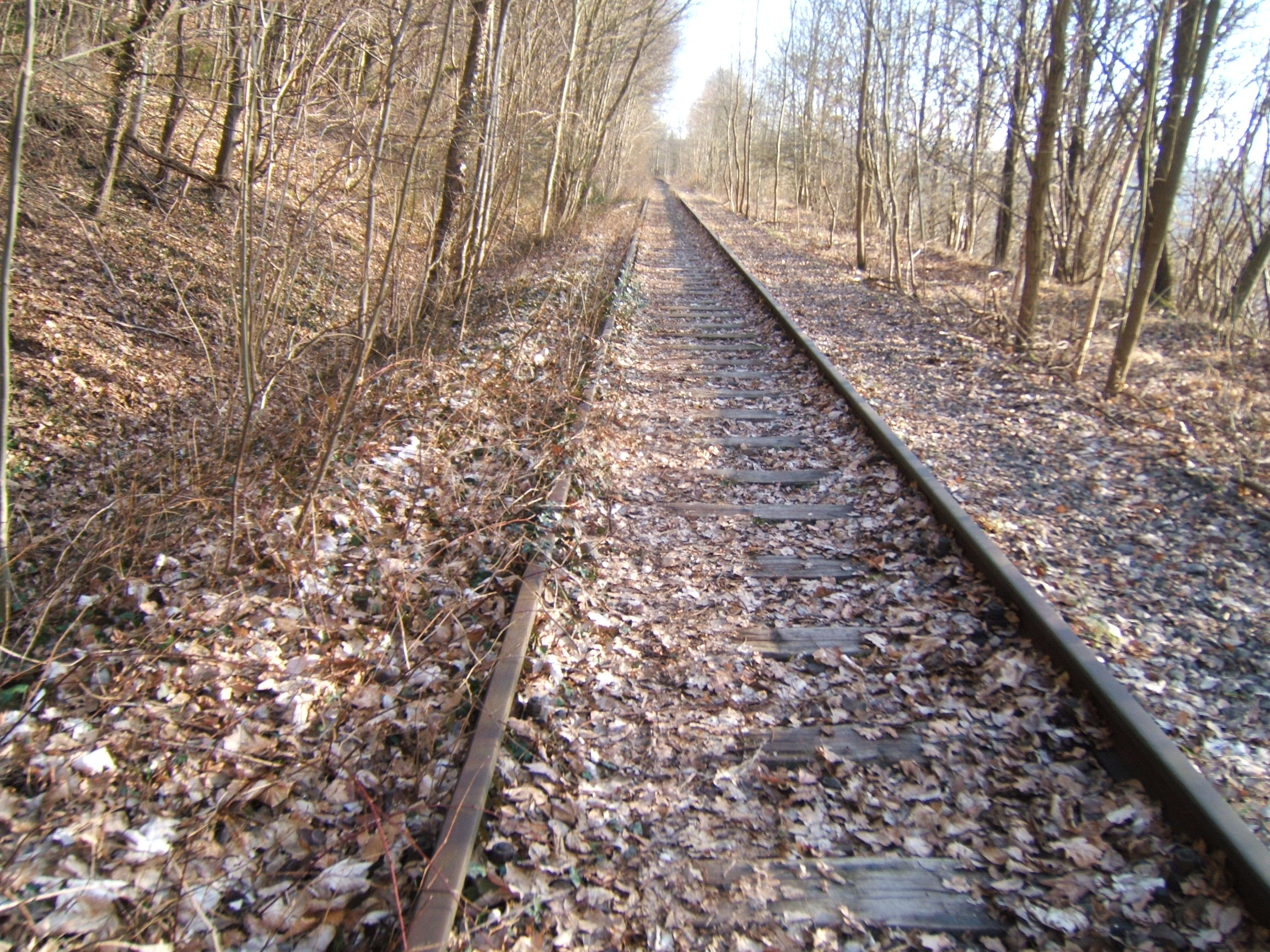
Trassierung oberhalb von Calw
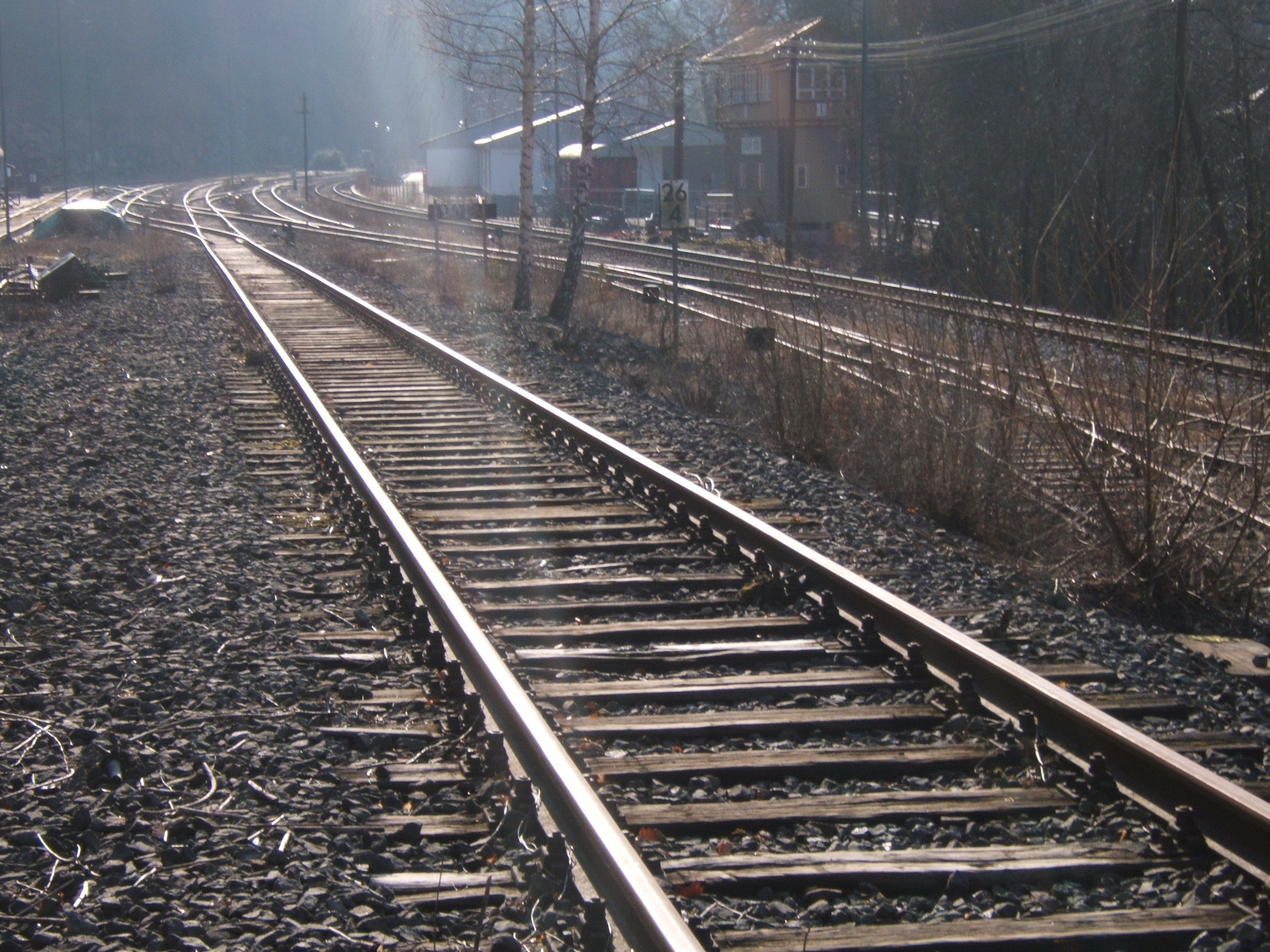
Ende der Schwarzwaldbahn am alten Bahnhof Calw
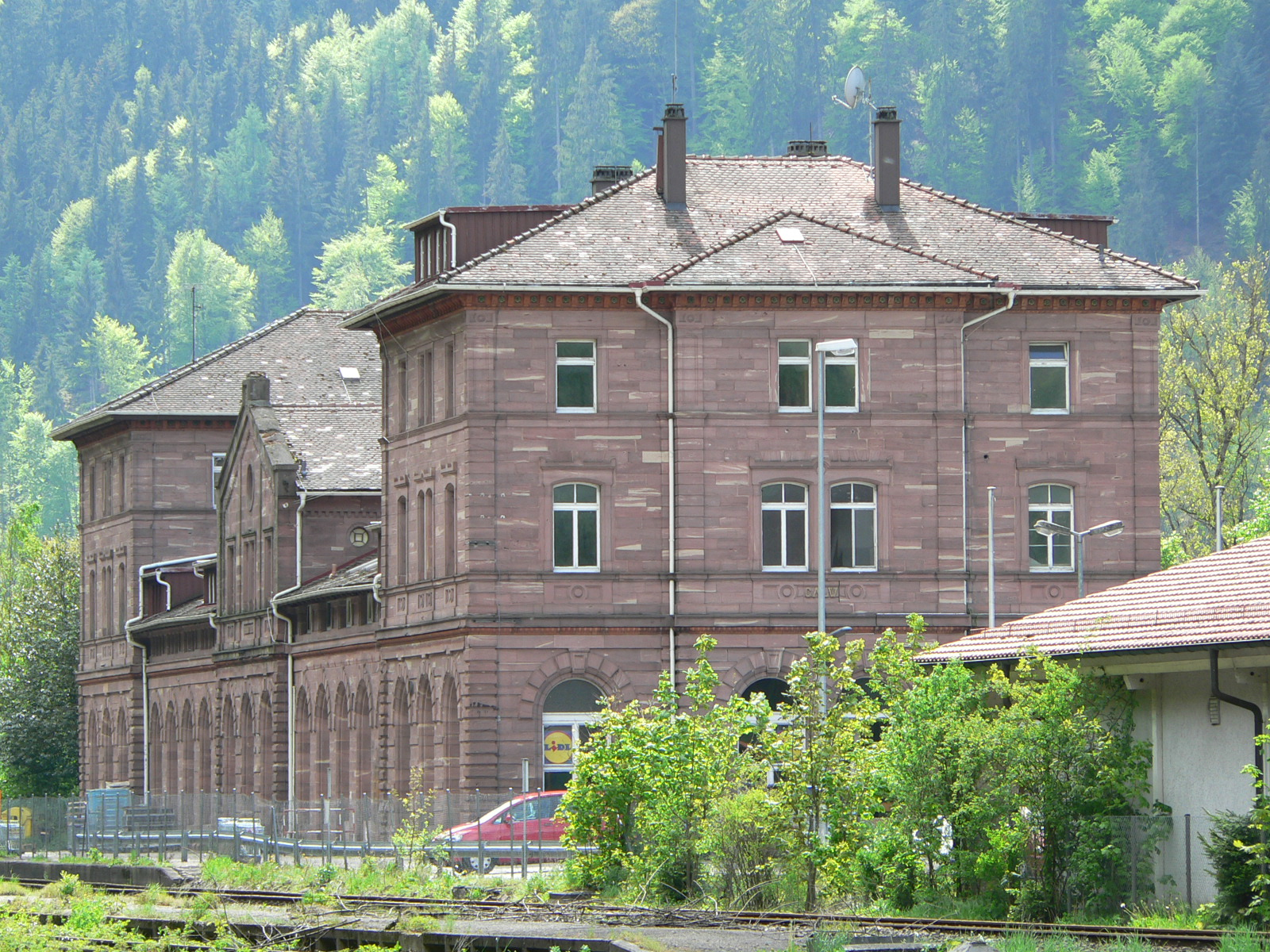
Altes Empfangsgebäude in Calw
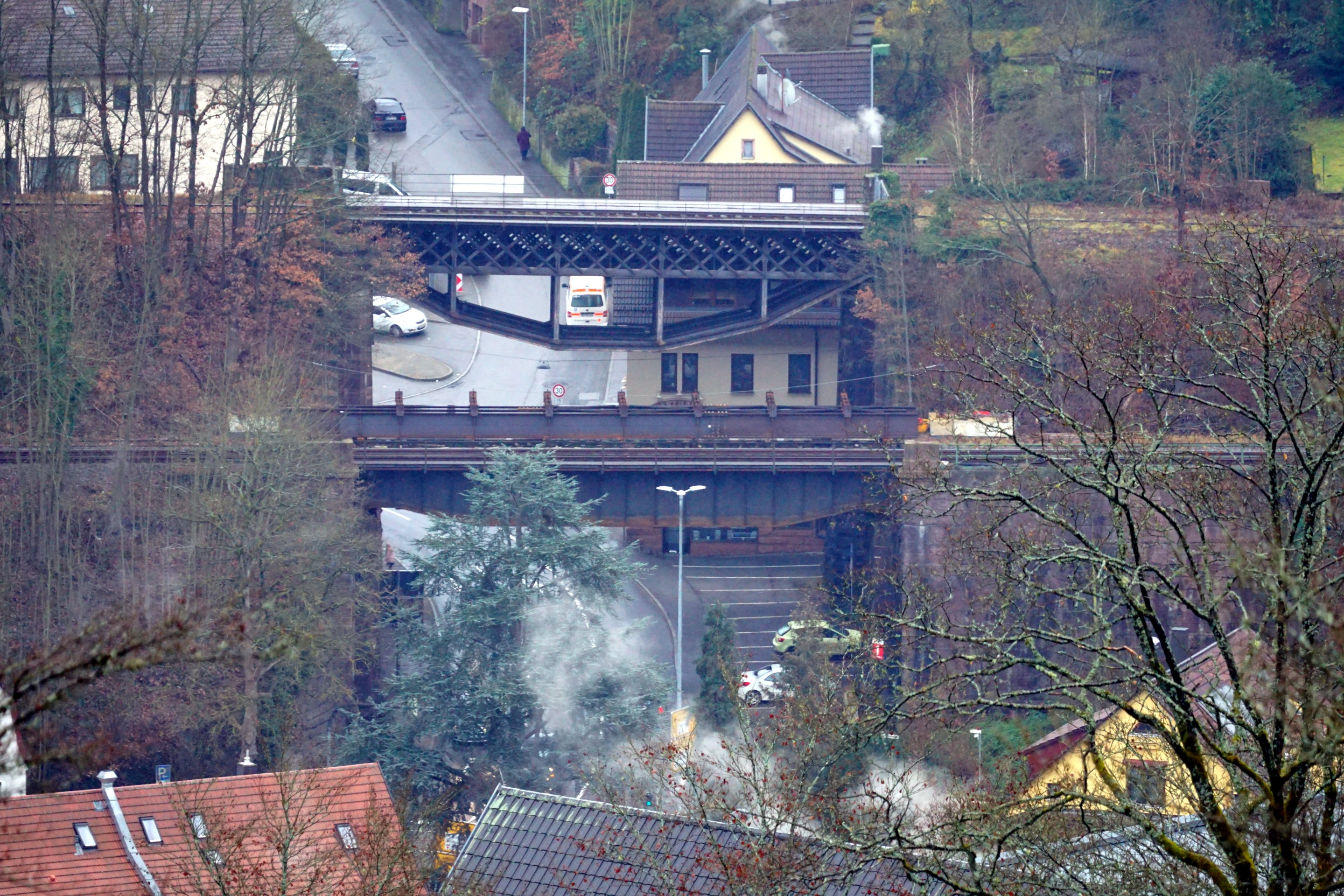
Ziegelbachbrücken über der Stuttgarter Straße (B 296) in Calw.
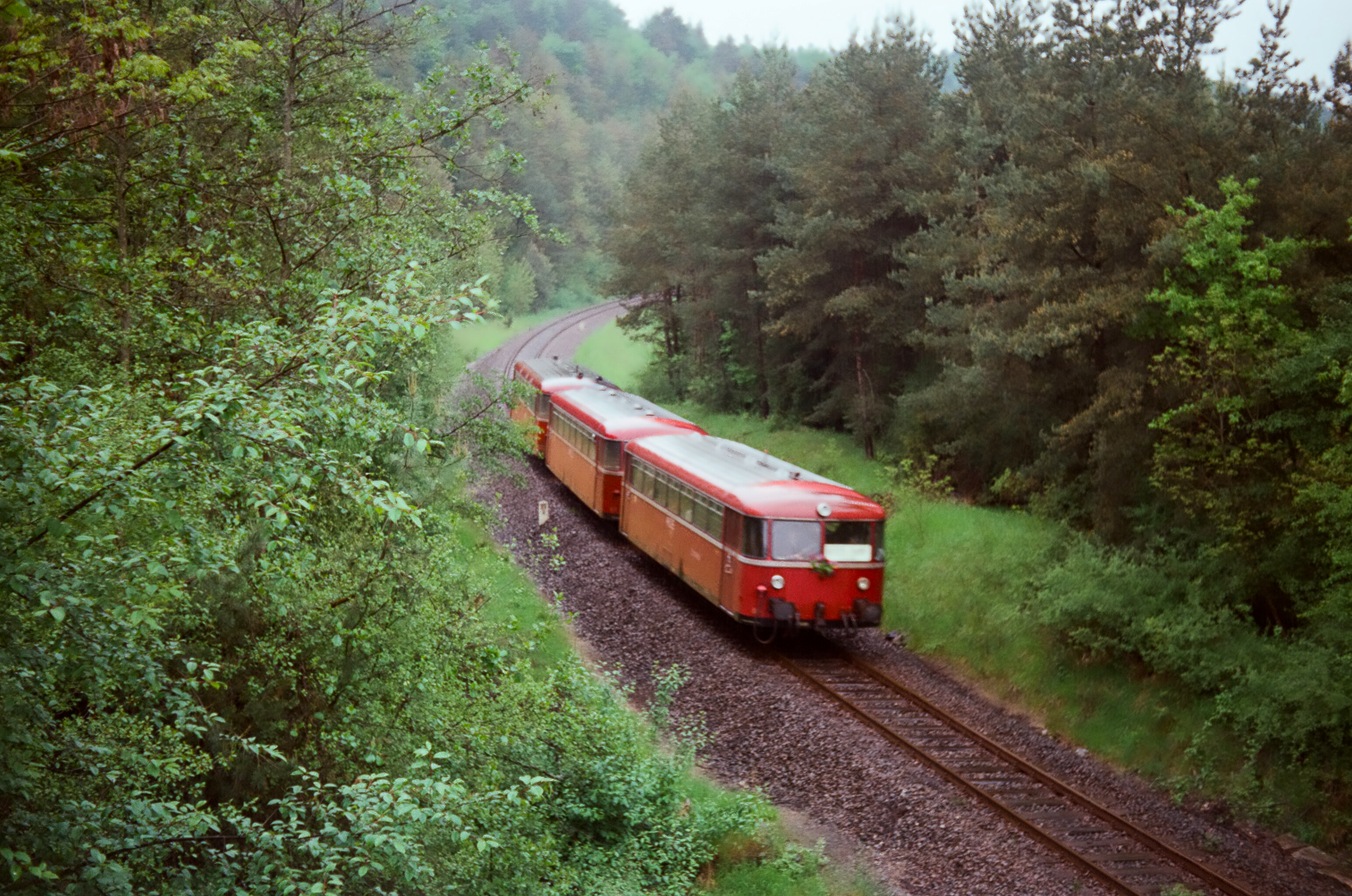
Einer der letzten Züge auf dem Streckenabschnitt von Calw nach Weil der Stadt

#### 1988: Verworfene Reaktivierungsplanung mit Anbindung nach Böblingen
1988 entwarf der Stuttgarter Verkehrswissenschaftler Gerhard Heimerl im Rahmen eines Gutachtens mehrere Trassenstudien für eine Stadtbahnverbindung zwischen Calw und Böblingen. Hierbei wären der westliche Abschnitt der Schwarzwaldbahn bei Schafhausen und der südliche Abschnitt der Rankbachbahn durch einen Neubauabschnitt verknüpft worden. Die Trasse der Rankbachbahn würde in der nördlichen Trassenvariante I bei Magstadt erreicht, in der mittleren Variante II bei Maichingen. Die südliche Trassenvariante III verliefe über Darmsheim und Dagersheim nach Sindelfingen. Diese Planungen wurden nicht weiter verfolgt.

### Hermann-Hesse-Bahn Renningen–Calw

#### Planungen

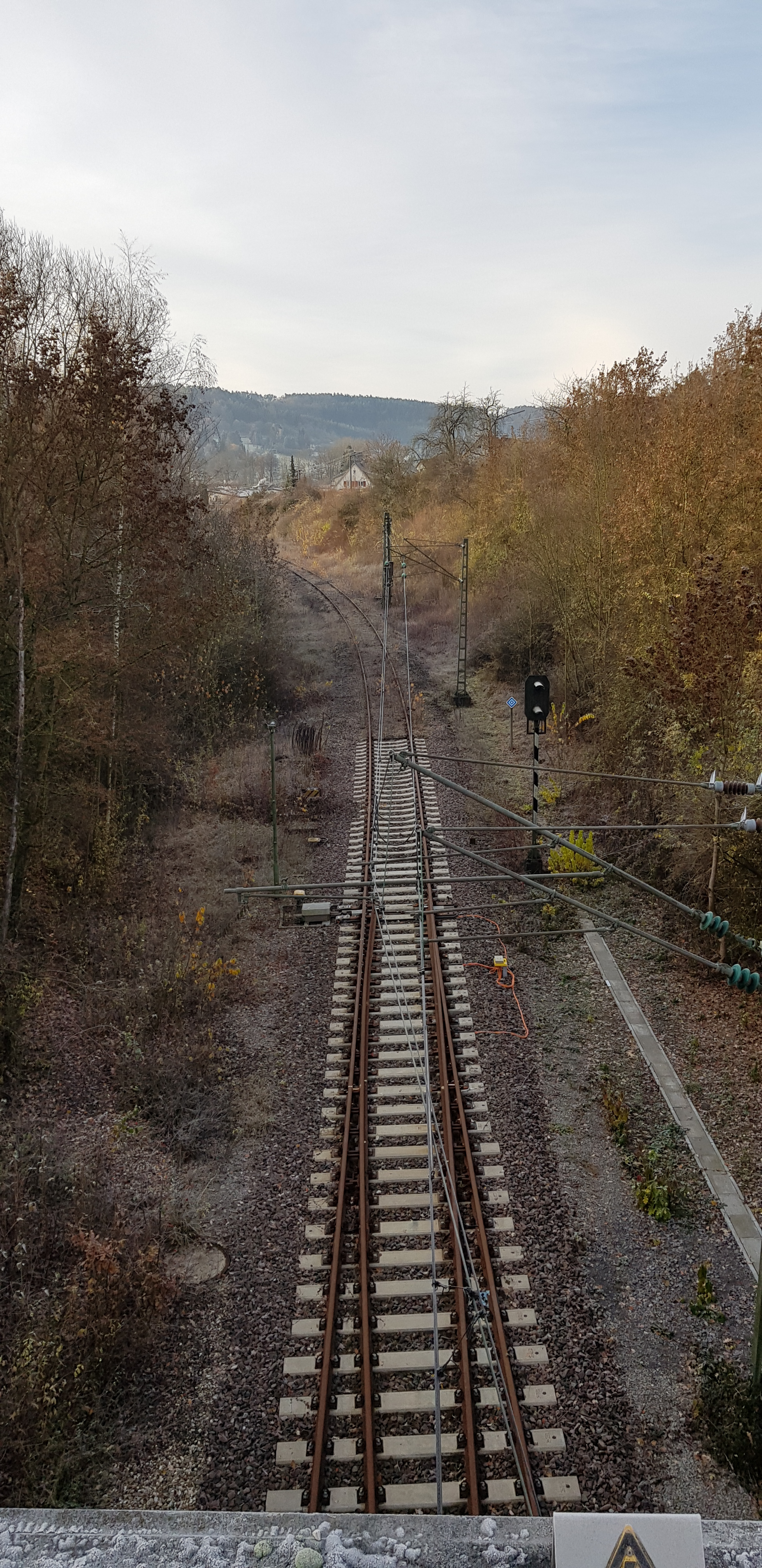
Beginn des zu reaktivierenden Abschnitts im Westkopf des Bahnhofs Weil der Stadt (2020)

Seit dem Streckenkauf 1994 setzt sich der Landkreis Calw für eine Reaktivierung des Personenverkehrs ein und wird dabei vom Landkreis Böblingen unterstützt. Verschiedene Gutachten im Auftrag des Landkreises Calw (Machbarkeitsstudie, Nutzen-Kosten-Analyse, Folgekostenrechnung) fielen positiv aus. 2008 fassten beide Körperschaften Beschlüsse mit dem Ziel einer Inbetriebnahme im Jahr 2015. Eine erneute Nutzen-Kosten-Untersuchung ergab, dass eine Erweiterung der S-Bahn Stuttgart auf den Streckenabschnitt von Weil der Stadt nach Calw den mit Abstand höchsten Nutzen-Kosten-Faktor mit 2,01 hat, gefolgt von der Variante eines Inselbetriebes mit Stadtbahnen mit 1,45 und der dieselbetriebenen Bahn mit einem Faktor von 1,22. So wurde zunächst die S-Bahn-Verlängerung verfolgt, scheiterte jedoch an ungeklärten Fragen des Betriebskonzeptes.
Im Juni 2012 beschloss der Landkreis Calw, dass ein Zubringerverkehr zur S-Bahn von Calw nach Renningen unter dem Namen Hermann-Hesse-Bahn entstehen soll. Durch die Einbeziehung der Verkehrsströme Richtung Böblingen/Sindelfingen und der neu eröffneten S 60 war bei weiteren Untersuchungen die erste Schwelle, ein Kosten-Nutzen-Verhältnis von wenigstens eins, erreicht worden. Die Investitionen lägen bei etwa 50 Millionen Euro.
Die Hermann-Hesse-Bahn soll vom neuen Endbahnhof Calw ZOB über die Haltepunkte Calw-Heumaden, Althengstett sowie die Bahnhöfe Ostelsheim und Weil der Stadt bis Renningen führen. Dadurch soll nicht nur ein direkter Anschluss an die S 6 in Richtung Stuttgart, sondern auch in Renningen ein Übergang zur S 60 nach Böblingen ermöglicht werden. In den Bahnhöfen Weil der Stadt und Renningen sind dafür Infrastrukturanpassungen vorgesehen. Ein Ausbau zu einer S-Bahn-Strecke würde etwa 50 Prozent Mehrkosten gegenüber diesem Konzept verursachen, hier läge der Nutzen-Kosten-Faktor unter der Förderfähigkeitsgrenze von 1,0.
Nach abgeschlossener Standardisierter Bewertung beschloss der Calwer Kreistag im Oktober 2013 die Mittel für die Planungsleistungen in Höhe von geschätzten 2,4 Millionen Euro. Im Mai 2014 gab die Landesregierung die Zusage über 50 Prozent der Kosten für die Reaktivierung der Bahnverbindung.
Hindernisse
Die Anrainergemeinden Weil der Stadt und Renningen lehnten die Hermann-Hesse-Bahn, zumindest ihre Durchbindung nach Renningen, jedoch ab und reichten Klagen gegen den Planfeststellungsbeschluss ein. Unter Vermittlung des Verkehrsministeriums wurde zwischen den beteiligten Landkreisen Calw und Böblingen, den Anrainergemeinden und dem Verkehrsministerium am 19. Juni 2015 als Kompromiss verabredet, dass die Wiederinbetriebnahme in zwei Stufen erfolgen soll: Zunächst würden Dieseltriebwagen zwischen Calw und Renningen eingesetzt. In einer zweiten Betriebsstufe (ab 2025) sollten Brennstoffzellenfahrzeuge (LINT) eingesetzt werden oder die S 6 von Weil der Stadt nach Calw verlängert werden. Seitens der Stadt Renningen wurde die Einigung von Juni 2015 später aufgekündigt. Ende März 2019 beschloss der Gemeinderat von Weil der Stadt, die Klage gegen die Streckenreaktivierung zurückzunehmen und stimmte dem Vergleich zu.

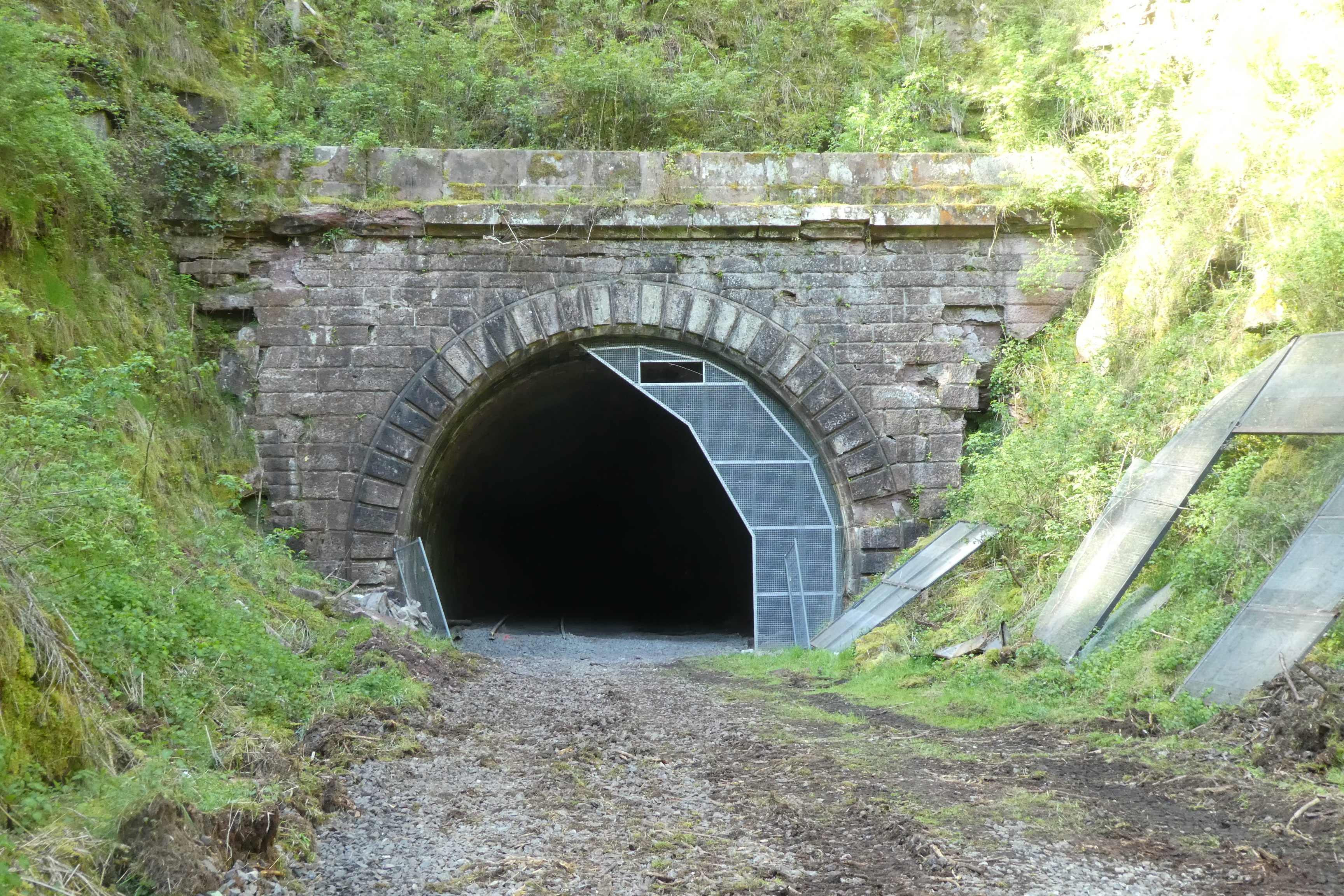
Portal Hirsauer Tunnel mit angedeuteter Fledermauskammer

Als größtes Hindernis für die Wiedereröffnung stellten sich 15 streng geschützte Fledermausarten heraus, die sich in den Jahren der Betriebsruhe in zwei bestehenden Tunneln der Strecke eingenistet haben.
Im September 2017 wurde bekannt, dass sich die Wiedereröffnung aufgrund von Klagen gegen den Planfeststellungsbeschluss wegen zu geringer Beachtung von Naturschutz-Belangen (Fledermausschutz) verschiebt. Dieser Rechtsstreit wurde durch einen Vergleich beigelegt: In den beiden bestehenden Tunneln der Schwarzwaldbahn wird ein Teil der Tunnelröhre für die Fledermäuse abgetrennt. 2023 wurden die Kosten für die vereinbarten Schutzmaßnahmen bereits auf mehr als 18 Mio. Euro geschätzt, ein Jahr später auf mehr als 50 Millionen Euro.
Für die Infrastrukturbetriebsführung ging 2015 aus einer europaweiten Ausschreibung die Albtal-Verkehrs-Gesellschaft (AVG) mit dem wirtschaftlichsten Angebot hervor. Die AVG wird als Eisenbahninfrastrukturunternehmen 15 Jahre lang die landkreiseigene Infrastruktur steuern und unterhalten. Die Betriebsführung beginnt mit Aufnahme des Bahnbetriebs, was damals für Ende 2018 vorgesehen war. Bis dahin wird die AVG den Landkreis bei den Planungen beraten.
Eine Machbarkeitsstudie von 2019 zeigt die Verlängerungsmöglichkeiten für die S-Bahn bis Calw, dabei wird die Fortführung der bereits geplanten Expresslinie erwogen. Im November 2019 einigten sich Vertreter des Verkehrsministeriums Baden-Württemberg, der Landkreise Böblingen und Calw, der Städte Renningen und Weil der Stadt sowie des Verbands Region Stuttgart (VRS), als zweite Stufe auch den S-Bahn-gerechten Ausbau der Strecke anzugehen. Dafür sollten bis zum zweiten Quartal 2020 die Möglichkeiten erhöhter Fördermittel des Bundes für Streckenreaktivierungen und Elektrifizierungen von Bahnstrecken genutzt werden. Im Januar 2020 beschloss der Verkehrsausschuss des VRS, nach Elektrifizierung des Abschnitts bis Calw die Linie S 6 entsprechend zu verlängern.
Wegen Materialmangels und planungsrechtlichen Verzögerungen, insbesondere wegen des Artenschutzes sowie Lieferverzögerungen bei Baumaterial, ist die Inbetriebnahme inzwischen für Ende 2025 vorgesehen.
Die geschätzten Kosten des Vorhabens wurden im Mai 2024 mit 121 Millionen Euro beziffert, im Juli 2024 mit 164 Millionen.

#### Wiederaufbau der Strecke
Um in den Hauptverkehrszeiten in einem 30-Minuten-Takt fahren zu können, wurde ein zweigleisiger Begegnungsabschnitt bei Ostelsheim gebaut, sodass sich Züge auf dem ansonsten eingleisigen Streckenabschnitt entgegenkommen können.
Als größte Einzelmaßnahme entstand bei Schafhausen der neue 498 Meter lange Tunnel Ostelsheim durch den Hacksberg. Er ersetzt die dortige Hacksbergschleife und verkürzt die Strecke um 3,07 Kilometer, dabei hat er eine Längsneigung von 40 Promille. Der Spatenstich des 16,6 Mio. € teuren Tunnelbauprojekts mit geplanter Fertigstellung Ende 2022 erfolgte am 21. September 2020, der Tunnelanschlag am 27. Juli 2021, der Tunneldurchstich wurde am 8. März 2022 gefeiert. Der Tunnel wurde vom Westportal aus mit der Neuen Österreichischen Tunnelbaumethode vorgetrieben.
2020 begann die Sanierung der beiden Bestandstunnel. Für die Tunnel, in denen bislang insgesamt etwa 1000 Fledermäuse 13 verschiedener Arten überwinterten, wurde ein Artenschutzkonzept erarbeitet, das u. a. die Trennung der Röhren in einen Zugfahr- und einen Fledermausbereich mittels einer Stahlwand vorsieht.
Im Juli 2021 wurde bei Weil der Stadt eine neue Brücke über die Bundesstraße 295 fertig gestellt. Hier war im Jahr 2002 der Bahndamm zum Bau der Umgehungsstraße abgetragen worden. Seit 2021 werden u. a. in Ostelsheim und Althengstett einige Eisenbahnbrücken neu gebaut, andere denkmalgerecht saniert.
Die bereits 2004 genehmigte Brücke über die Bundesstraße 295 in Calw-Heumaden wurde 2020 fertiggestellt und auf den Namen Hans-Ulrich-Bay-Brücke getauft.

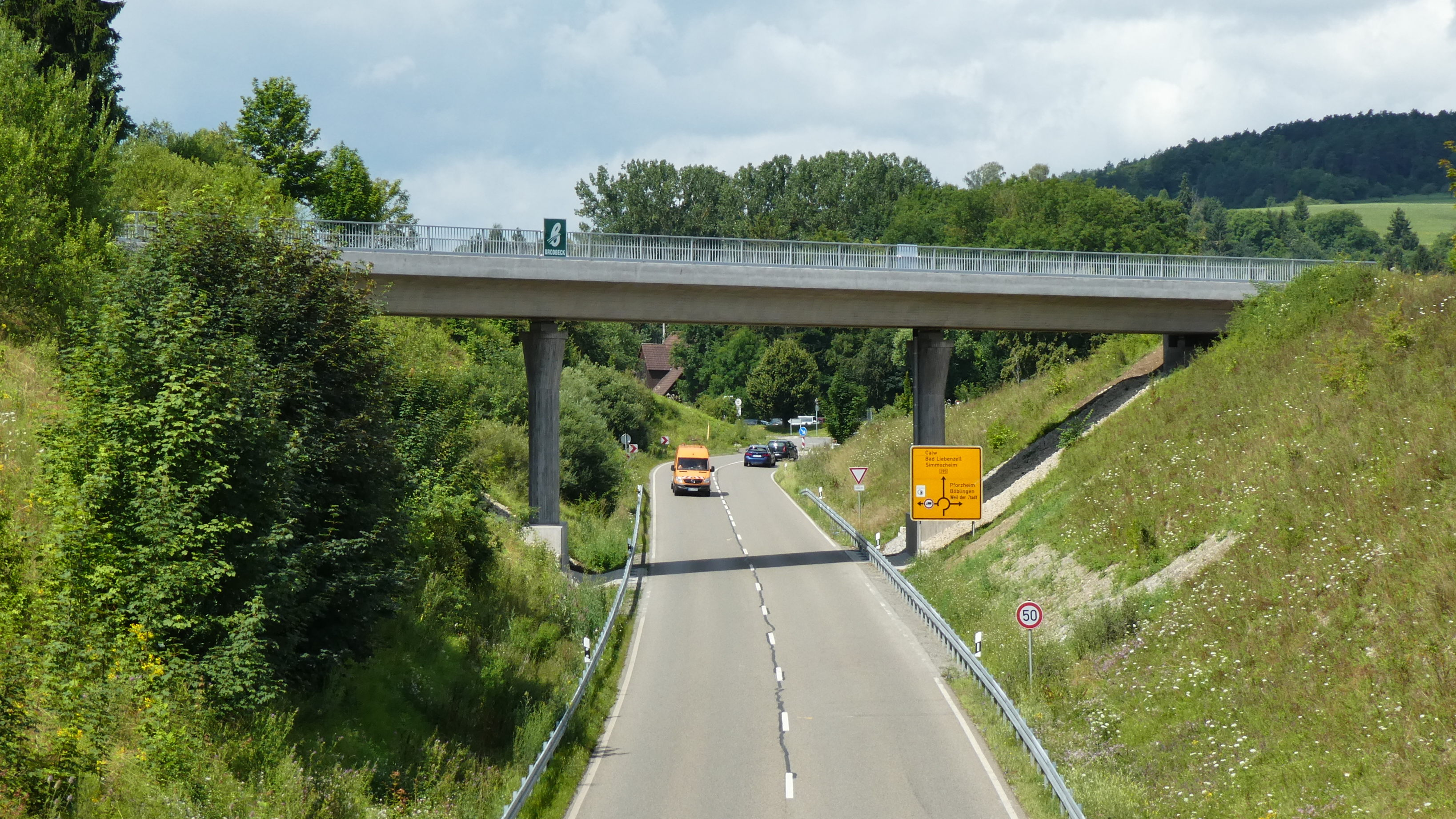
Fertiggestellte Brücke über die B 295 in Weil der Stadt, 27. Juli 2021
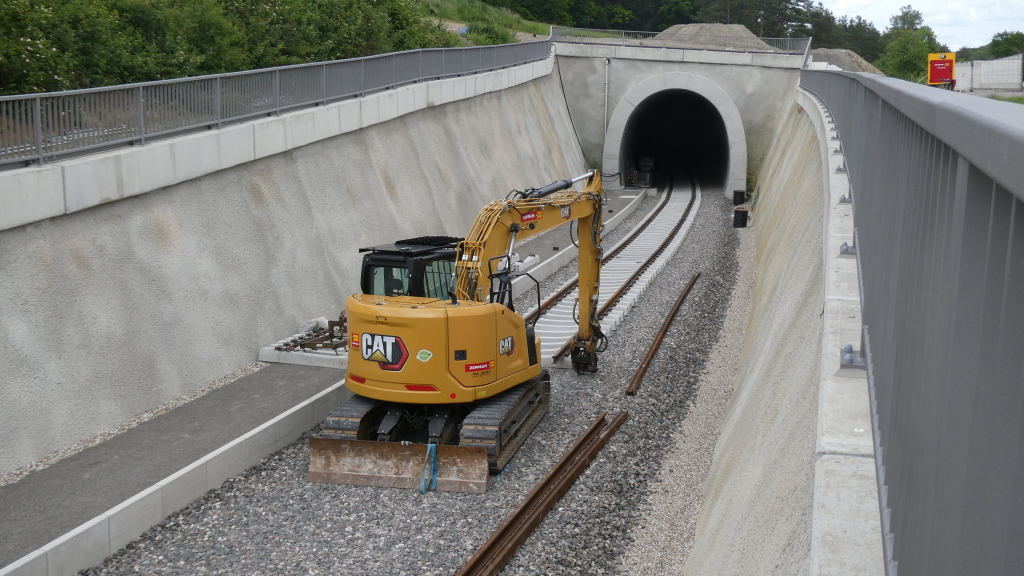
Neubautunnel, Portal Ostelsheim beim Gleisbau, 26. Mai 2024
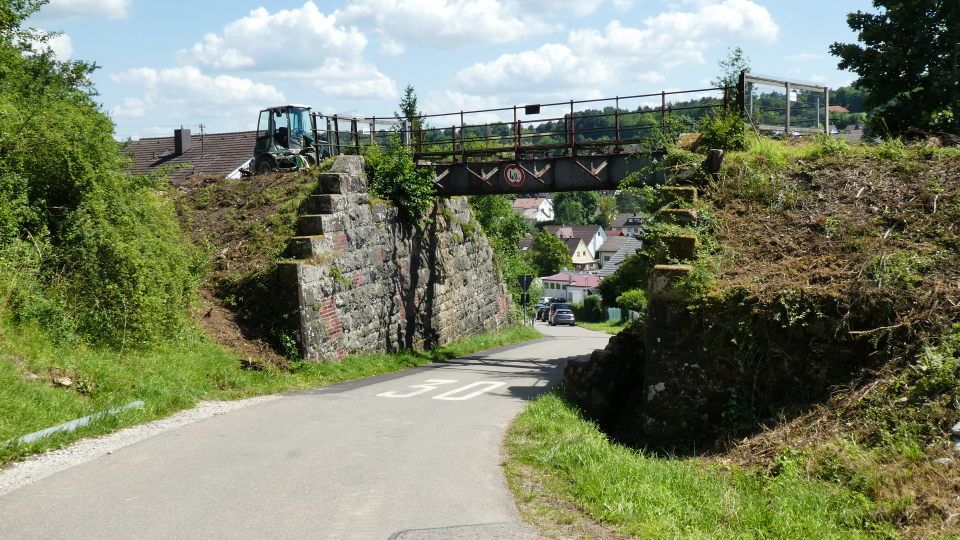
Sanierung/Neubau Brücke über Simmozheimer Weg in Ostelsheim, August 2020
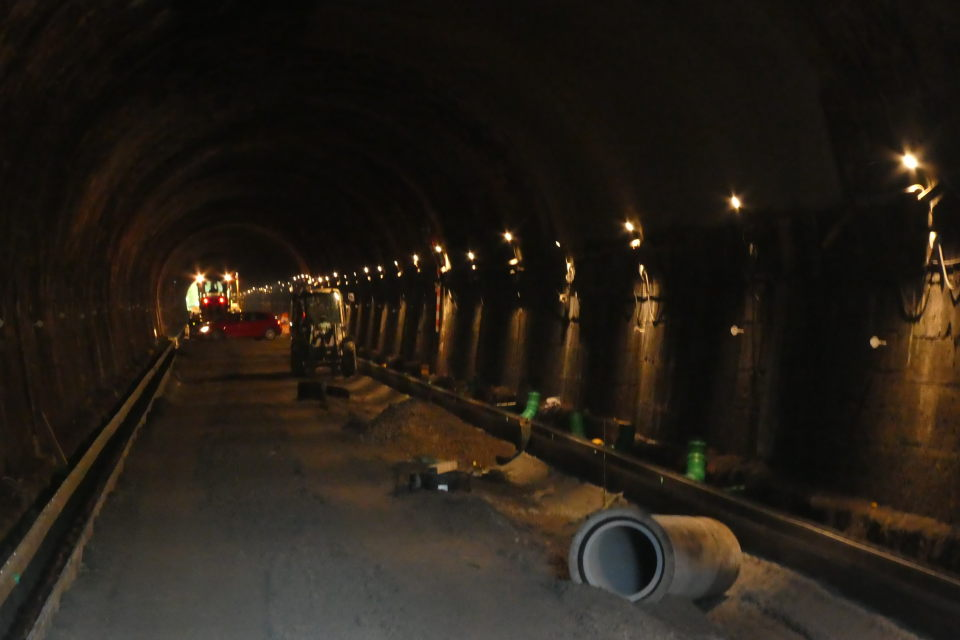
Forsttunnel, Sanierung der Entwässerung, September 2020
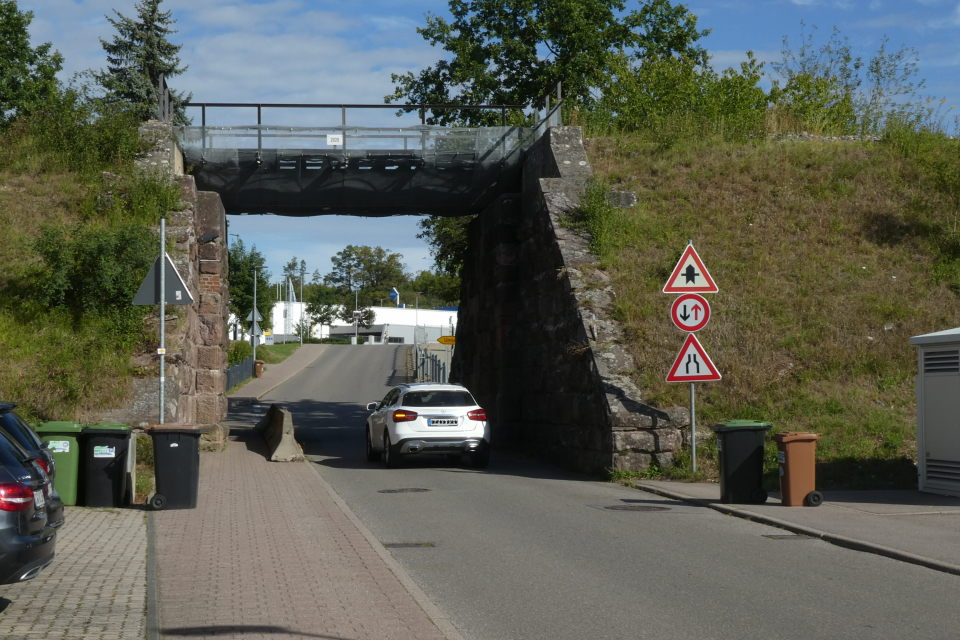
Brücke über Gottlieb-Braun-Straße in Althengstett vor Neubau
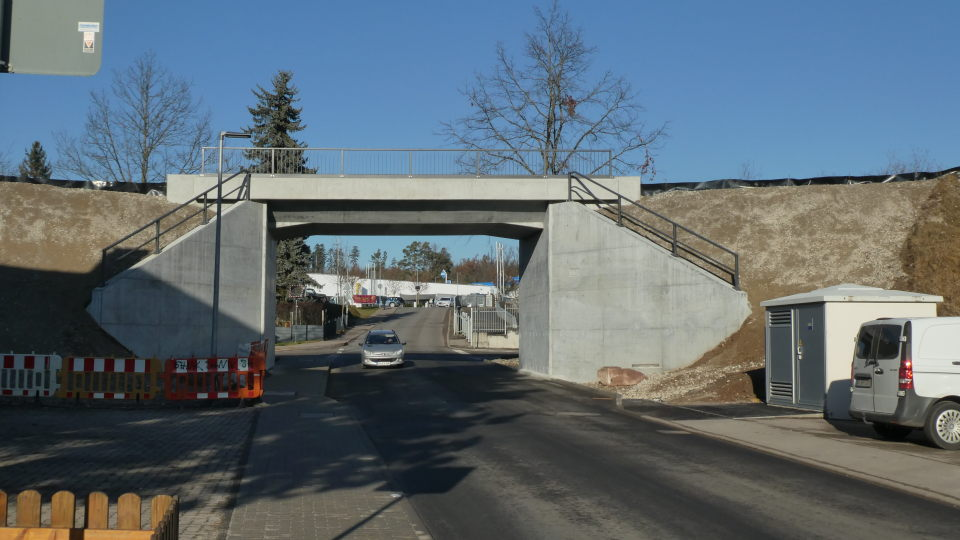
Brücke über Gottlieb-Braun-Straße in Althengstett, Zustand Dezember 2021
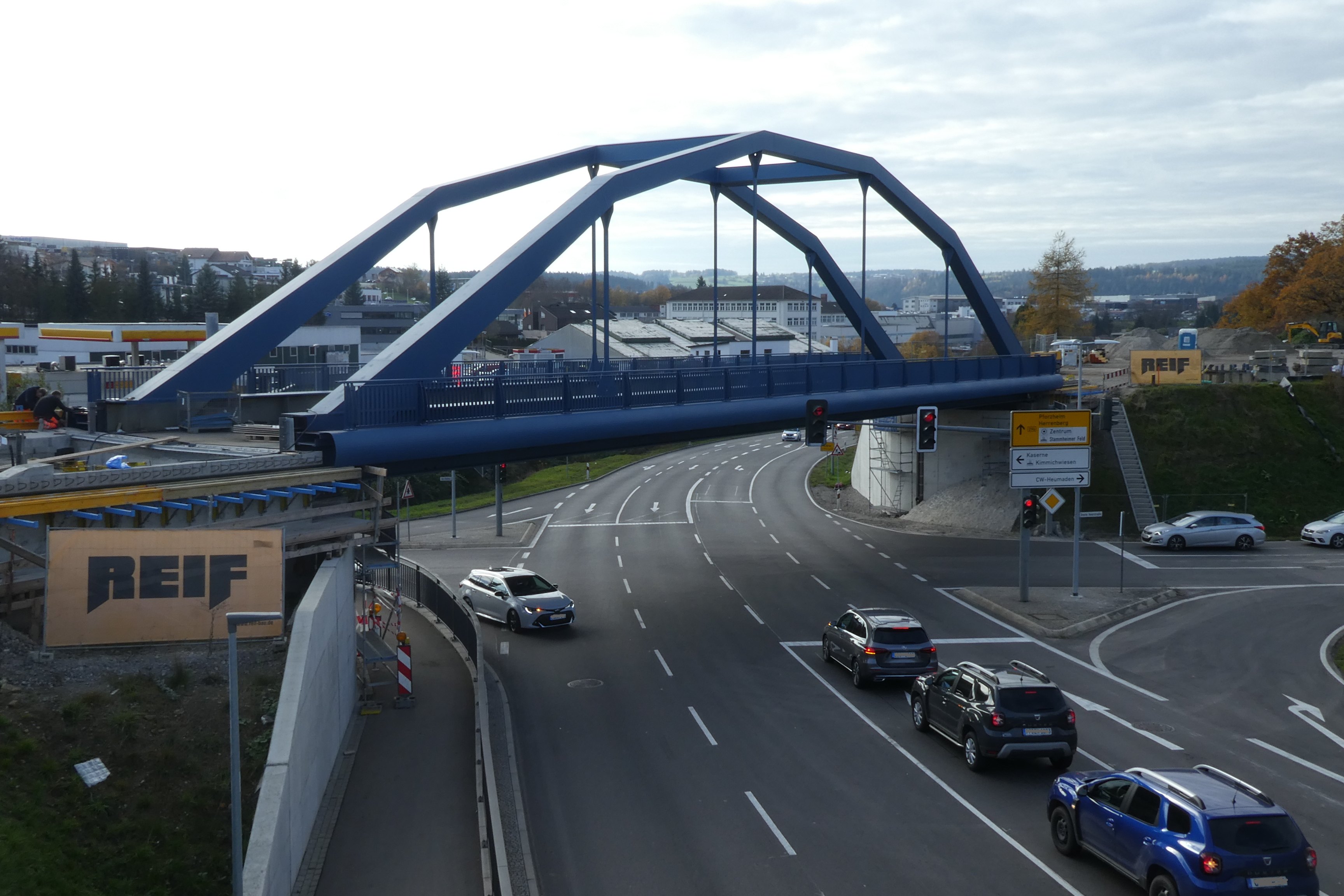
Hans-Ulrich-Bay-Brücke über die B 295 in Heumaden, November 2020
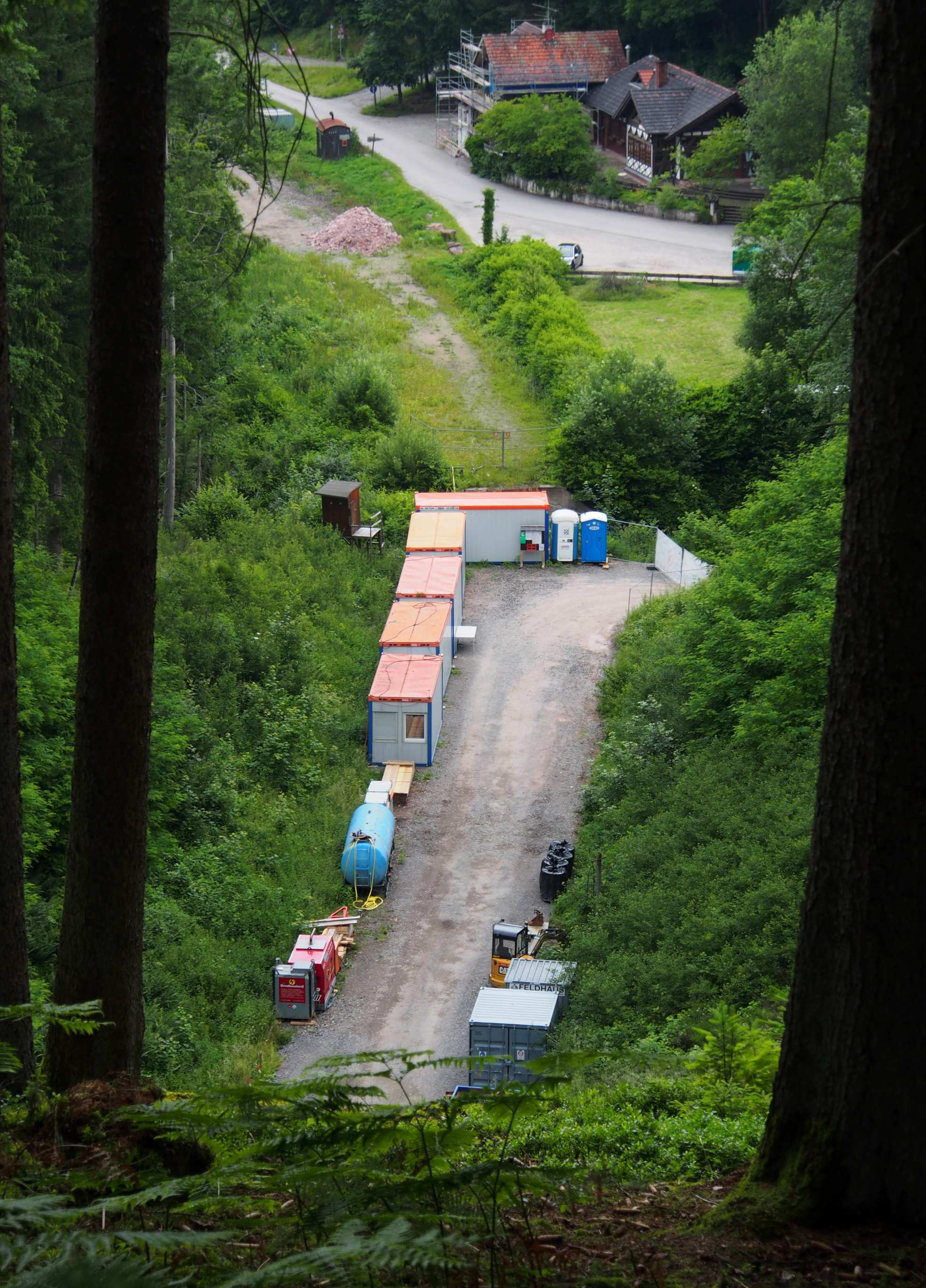
Tunnelbaustelle in der Fuchsklinge, 2021
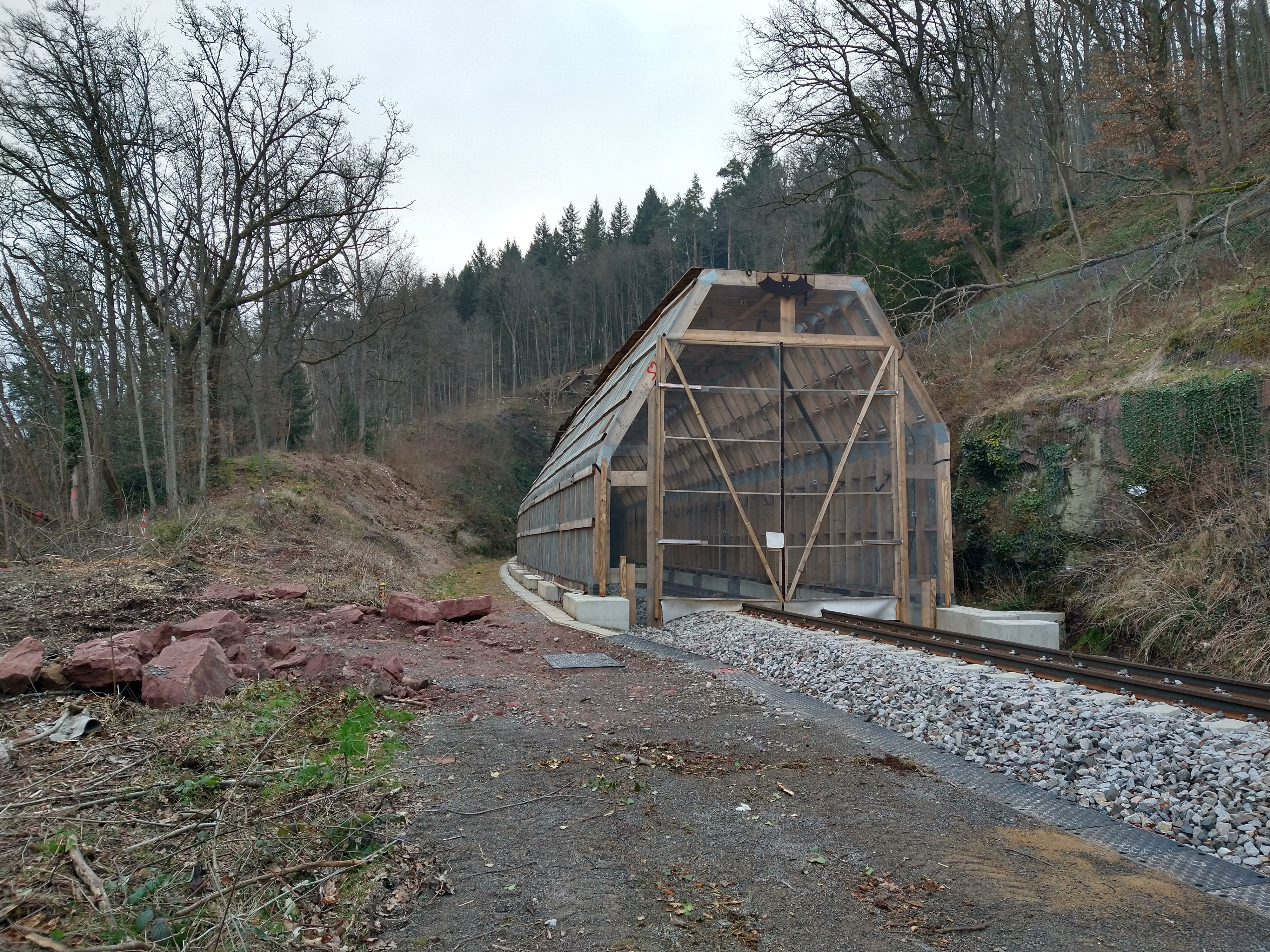
Hirsauer Tunnel, Fledermaus-Vorbau, März 2025

Die Hermann-Hesse-Bahn wird sechs Stationen bedienen: die Bahnhöfe Renningen und Weil der Stadt sowie die wieder reaktivierten Haltestellen Ostelsheim, Althengstett, Calw-Heumaden, Calw HHB.

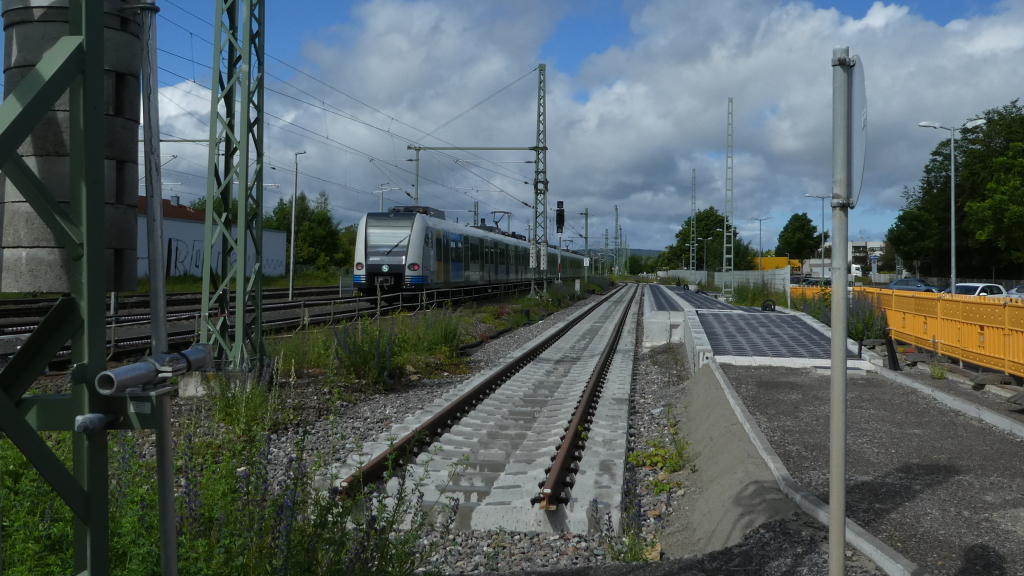
HHB-Bahnsteig in Renningen (Gleis 4), Bauzustand 6/2024
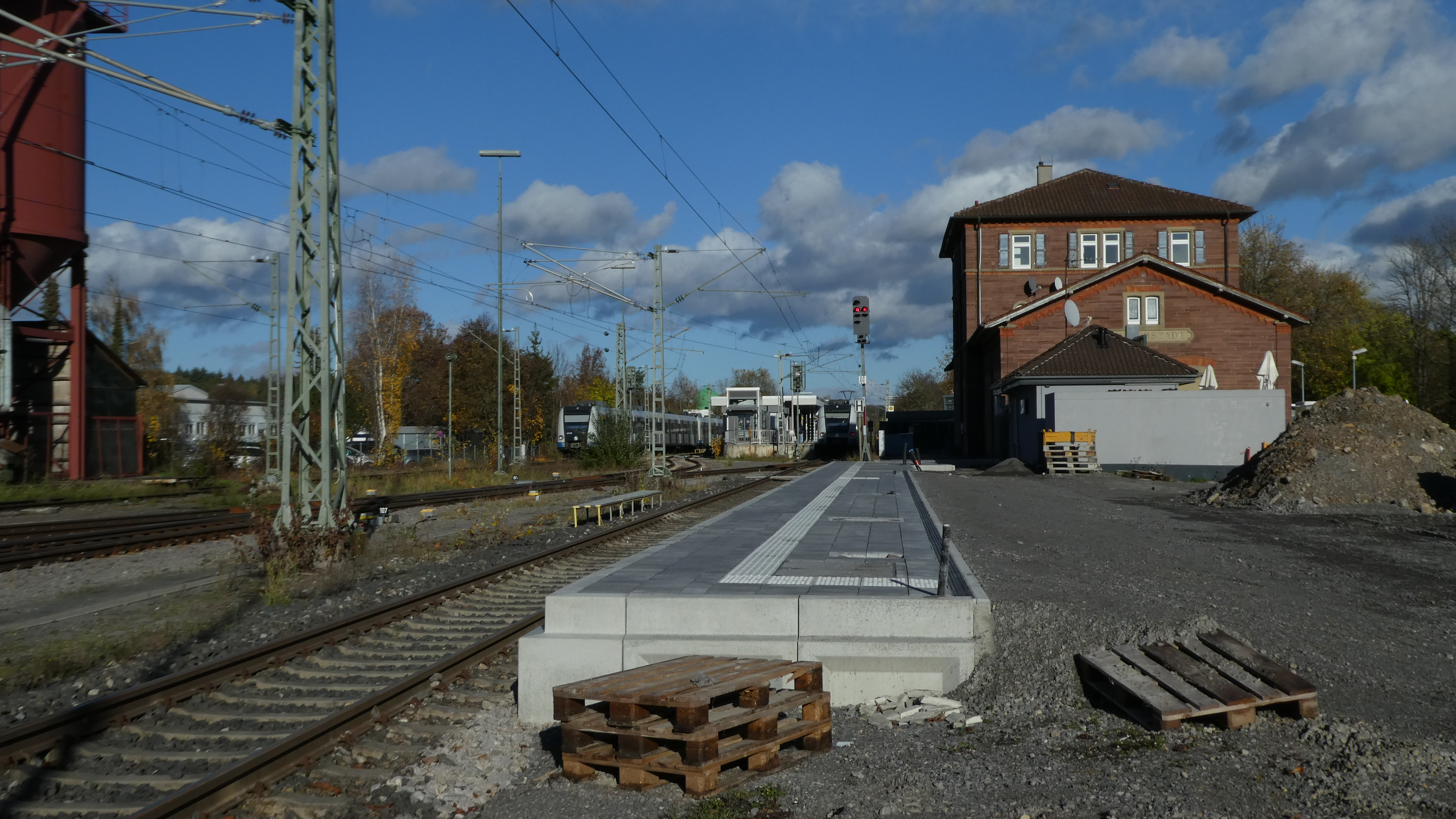
HHB-Bahnsteig in Weil der Stadt, Bauzustand 11/2023
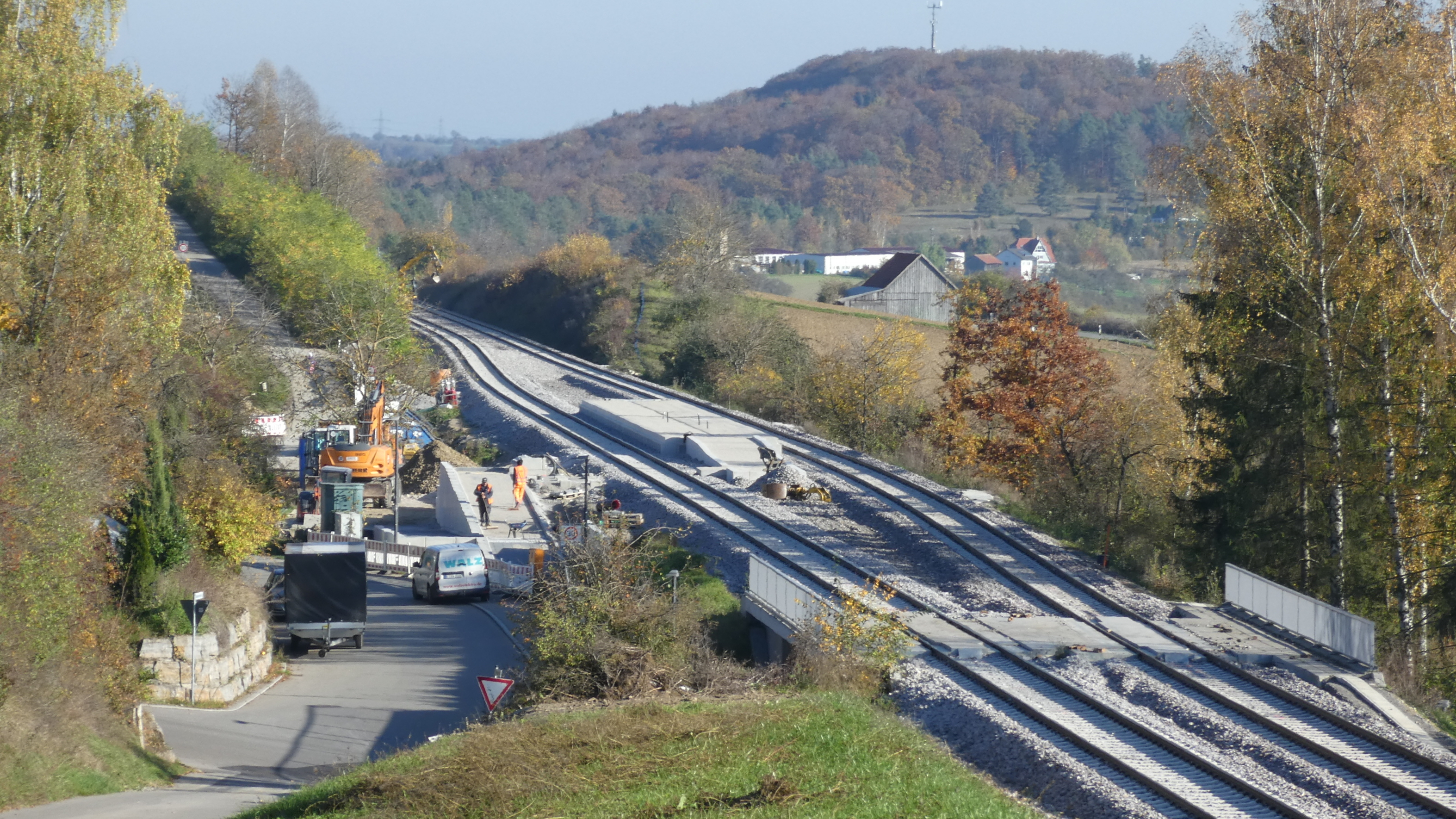
Bahnhof Ostelsheim, Bauzustand 11/2024
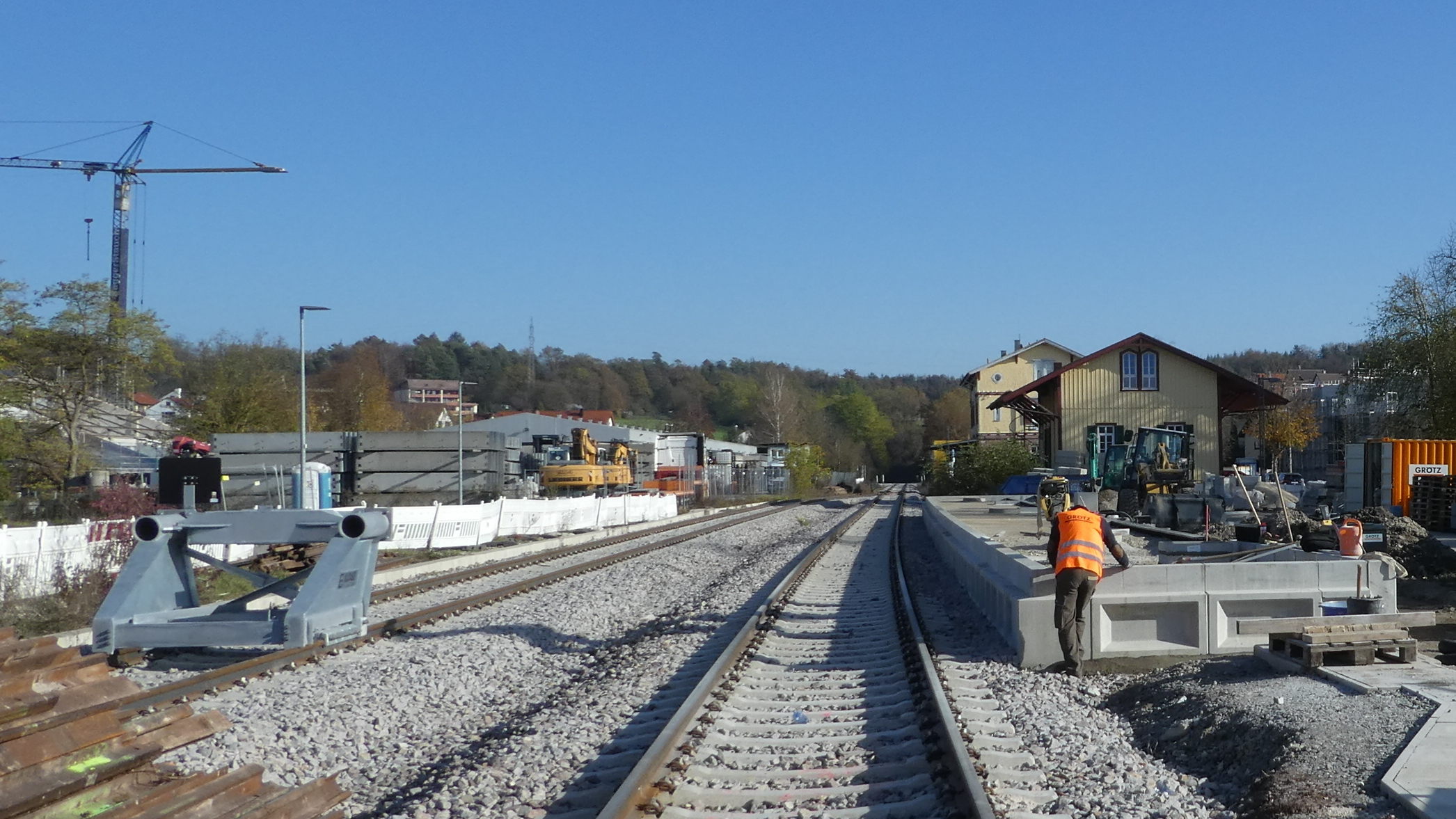
Bahnhof Althengstett, Bauzustand 11/2024
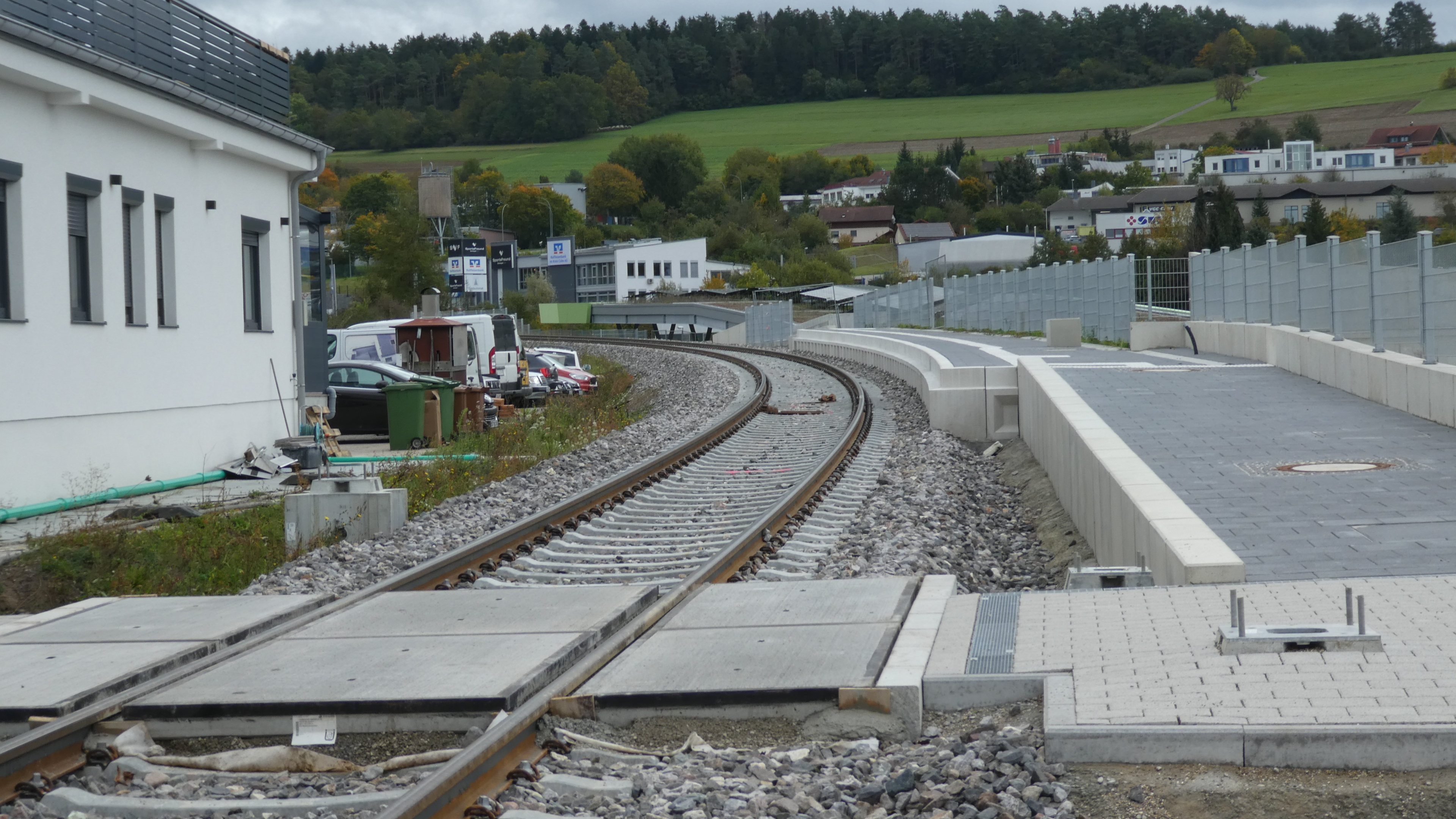
Haltepunkt Calw-Heumaden, Bauzustand 10/2024
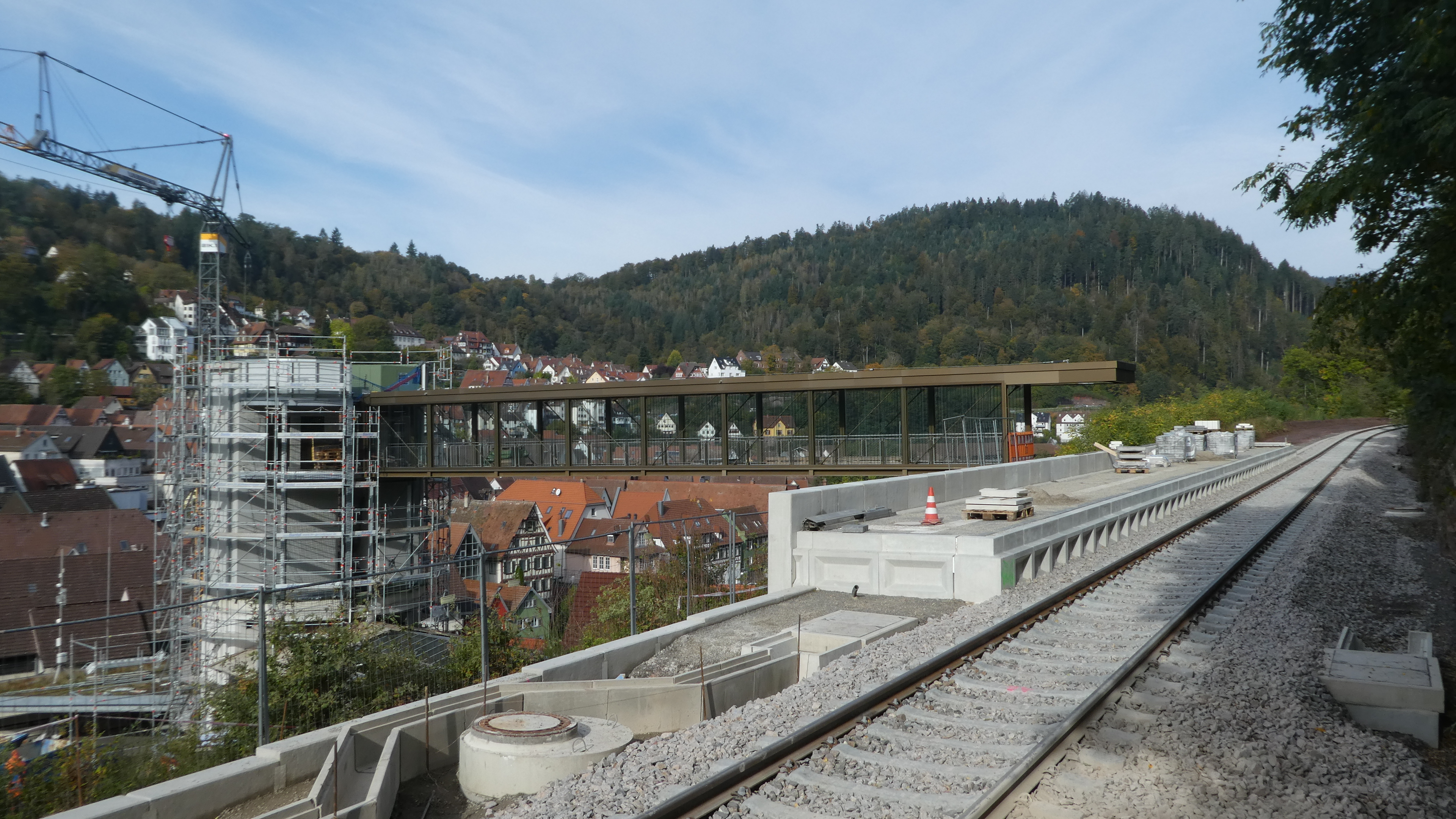
Bahnhof Calw HHB, Bauzustand 10/2024

#### Geplanter Verkehr
Täglich sind 34 Fahrten je Richtung vorgesehen. Montags bis freitags soll zwischen 5 und 20 Uhr ein Halbstundentakt angeboten werden, nach 20 Uhr, feiertags und am Wochenende ist ein stündliches Angebot geplant. Die Fahrzeit von Calw nach Renningen soll 24 Minuten betragen, von Calw nach Böblingen sind 46 Minuten vorgesehen, von Calw nach Stuttgart Hbf ca. 60 Minuten. Täglich werden 2800 Fahrgäste erwartet.
Die Einbindung in das Tarifsystem des Verkehrs- und Tarifverbunds Stuttgart (VVS) ist geplant, Details dazu sind noch offen.

#### Fahrzeugeinsatz und Verkehrsvertrag

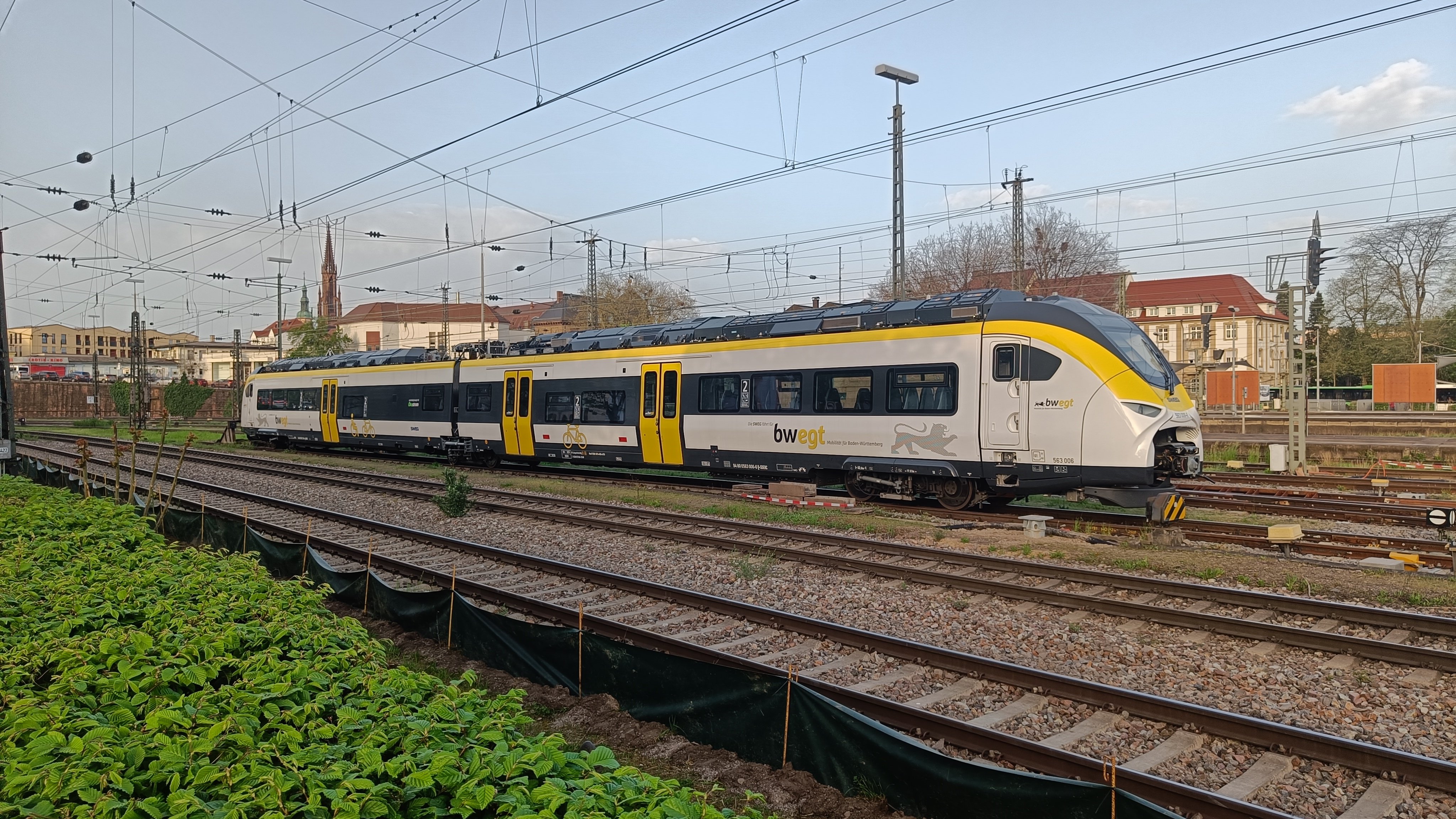
Siemens Mireo Plus B in Offenburg

Nachdem ursprünglich vom Einsatz von RegioShuttle-Fahrzeugen ausgegangen worden war, hat der Zweckverband Hermann-Hesse-Bahn am 10. Mai 2021 den Beschluss gefasst, Triebwagen zu kombiniertem Oberleitungs-/Akku-Betrieb vom Typ Siemens Mireo Plus B einzusetzen. Die Fahrzeuge werden von der Landesanstalt Schienenfahrzeuge Baden-Württemberg beschafft, die bereits für die Ortenau-S-Bahn Fahrzeuge von diesem Typ bestellt hat. Vor der Inbetriebnahme werden die bereits fertiggestellten Fahrzeuge seit 2024 in Brandenburg eingesetzt.
Der als Alternative diskutierte Einsatz von Fahrzeugen mit Brennstoffzellenantrieb (Wasserstoff) wurde wegen zu großen Aufwands für die Infrastruktur verworfen. Das Land gab im Oktober 2021 bekannt, drei batterieelektrische Triebzüge des Typs Mireo Plus B zu beschaffen. Auf dem Abschnitt Renningen–Weil der Stadt werden die Züge über die vorhandene Oberleitung aufgeladen, um dann auf dem Abschnitt Weil der Stadt–Calw im Akkubetrieb zu fahren. Ein Verkehrsvertrag, der unter anderem den Betrieb der Linie Calw–Renningen bis 2038 enthält, wurde im Dezember 2021 ausgeschrieben. Der Zuschlag ging 2023 an die SWEG.

## Güterverkehr auf der Schwarzwaldbahn
Die Schwarzwaldbahn wurde in erster Linie für den Gütertransport erbaut. Hauptfrachtgut war Holz, das zuvor mühsam und teuer auf der Nagold über das badische „Ausland“ nach Pforzheim und zum Rhein geflößt wurde. Per Bahn konnte nun sowohl der Transport wie auch die Verarbeitung und Verwendung des Holzes gänzlich in württembergischem Gebiet erfolgen und so konnte sich der enorm aufwändige und teure Bau der Schwarzwaldbahn amortisieren. Während im topografisch sehr ungünstig gelegenen Calw die wirtschaftliche Substanz fehlte, bildete der Abschnitt Calw – Nagold das eigentliche Hinterland, weil damit die waldreichen Täler hinter Bad Teinach und Richtung Altensteig erschlossen waren. Deshalb wurde dort 1891 die Schmalspurbahn Nagold–Altensteig erbaut. Alle Bahnhöfe waren für den Güterumschlag eingerichtet. Der bedeutendste Zwischenbahnhof war für die ersten fünf Jahre Schafhausen, weil von dort aus Böblingen versorgt wurde.
Wichtige Frachtgüter im Versand waren Wolldecken und Tuche aus Calw, Hopfen und Landhandel aus Weil der Stadt, Steine aus Malmsheim, Gips und Maschinen aus Leonberg, Maschinen, Zuckerrüben sowie Milch für die Landeshauptstadt aus Ditzingen. Später kamen als bedeutende Versender Bauknecht Gerätebau in Calw und Perrot Regnerbau in Althengstett dazu. Empfangen wurden Kaufmannsgüter und Kohle. Die Bundeswehr empfing Treibstoff und Fahrzeuge in Althengstett.
Zahlreiche Privatanschlussgleise waren vorhanden: Schwellenwerk Zuffenhausen, Städtische Industriegleise Zuffenhausen (Konsumwaren, Waggon Metzger u. a.) und Korntal/Weilimdorf (Baufirmen, Maschinenbau), Korntal (Fasshandel, Industrieofenbau, Dachpappefabrik), Ditzingen (Chemische Erzeugnisse), Leonberg (Dampfsägewerk), Malmsheim (Schotterwerk), Weil der Stadt (Städtisches Industriegleis). Über Feldbahnen wurden das Gipswerk Leonberg und die Luftgerätefabrik Calw (Lufag) bedient. Während des Zweiten Weltkrieges existierte vom Bahnhof Renningen ein Anschlussgleis zum Militärflugplatz Malmsheim. Das Gleis befindet sich heute noch im Gelände östlich der Renninger Nordrandstraße sowie westlich des Segelfluggeländes.

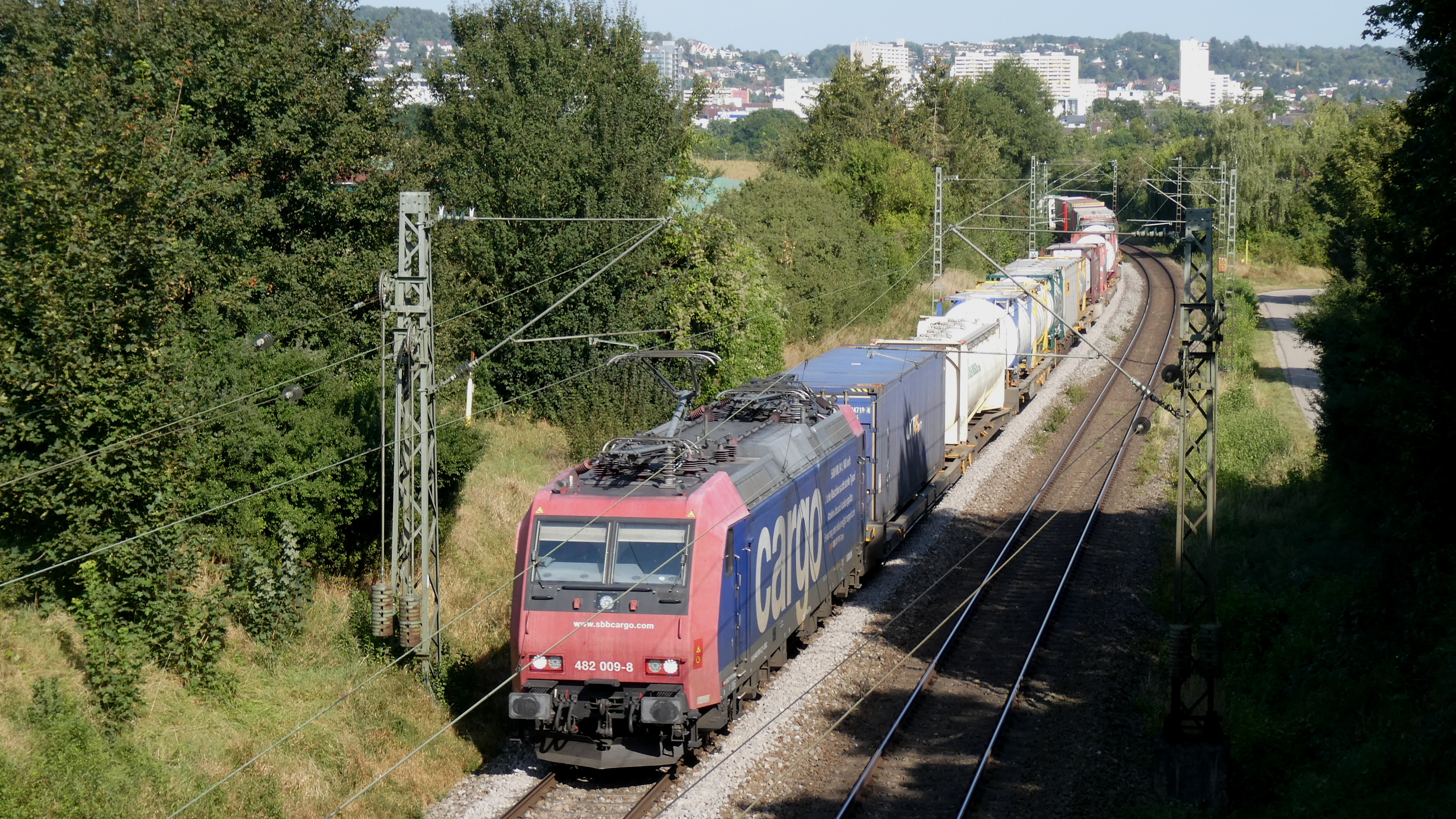
Umleiter-Güterzug mit Lok 482 009-8 der SBB-Cargo vor der Kulisse von Leonberg auf dem Weg nach Schaffhausen

Eine Rolle spielte außerdem der bis in die 1950er Jahre nötige Versand von Fäkalien aus Stuttgart, bevor diese ein Kanalisationssystem erhielt weit ins Umland, wo der „Abtrittdünger“ von den Bauern entlang der Strecke auf den Feldern verteilt wurde. Empfangsbahnhöfe an der Schwarzwaldbahn mit eigenen Sammelbecken und Entladegleisen waren Korntal, Renningen, Schafhausen, Althengstett und Calw.
Die Güterbedienung auf der Schwarzwaldbahn selbst endete um 2002, zuletzt wurden noch der Anschluss der Firma Fässer Wimmer und das Ladegleis in Korntal (Verladung gebrauchter Baumaschinen) bedient sowie Wagen von der Strohgäubahn (Klärschlamm, Sturmholz) übernommen.
Seither gibt es noch die durchfahrenden Güterzüge von und zum Daimler-Benz-Werk in Sindelfingen. Die Schwarzwald- und die in Renningen abzweigende Rankbachbahn sind ein wichtiges Teilstück des Güterverkehrskorridors in Richtung Schweiz / Gotthard (NEAT, Neue Eisenbahn-Alpentransversale) mit durchfahrenden Güterzügen Kornwestheim–Singen. Bei Streckensperrungen werden die Güterzüge über die Panoramabahn, den Aufstieg der Bahnstrecke Stuttgart–Horb aus dem Stuttgarter Talkessel, umgeleitet.

## Weitere Planungen

### Digitalisierung
Die Strecke soll zwischen Stuttgart und Weil der Stadt in den Digitalen Knoten Stuttgart integriert und dabei mit Digitalen Stellwerken, ETCS und automatisiertem Fahrbetrieb ausgerüstet werden. Sie ist Teil des Planbereichs 1 (Böblingen), dessen Baubeginn 2027 und dessen Inbetriebnahme für 2030 geplant ist.
Die Universität Stuttgart, Thales und die DB Netz AG stellten am 27. Januar 2017 beim Bundesverkehrsministerium einen gemeinsamen Förderantrag zur Erprobung von ETCS Level 2 zwischen Renningen und Weil der Stadt. Von 2,6 Millionen Euro Projektkosten wären insgesamt wenigstens 50 Prozent von den Antragstellern aufgebracht worden. Dazu sollten ein S-Bahn-Zug und ein Dieseltriebwagen (NE 81) von Thales umgerüstet werden. Der Bund lehnte die Förderung ab, das Vorhaben wurde nicht realisiert.

### Ausweitung des S-Bahn-Angebots
Der Verband Region Stuttgart (VRS) plant, in Ergänzung zum bestehenden S-Bahn-Angebot zur Hauptverkehrszeit eine zusätzliche halbstündliche S-Bahn-Linie zwischen Weil der Stadt und Stuttgart-Feuerbach einzurichten. Die Linie soll nicht an allen Stationen halten und damit etwas kürzere Reisezeiten realisieren. Der Beschluss zur Beschaffung der für diese und weitere Angebotsverbesserungen benötigten Fahrzeuge ist Ende Januar 2019 gefallen.
Auf der nun als S 62 bezeichneten „Express-S-Bahn“-Linie sollten ab dem 12. September 2022 montags bis freitags zwischen 6 Uhr und 9 Uhr sowie zwischen 15:30 Uhr und 19 Uhr insgesamt 13 neue Zugpaare im Halbstundentakt zwischen Weil der Stadt und Zuffenhausen fahren. Zwischenhalte sind in Leonberg, Ditzingen, Weilimdorf und Korntal geplant. Die Fahrzeitverkürzungen im Vergleich zur S 6 betragen Richtung Zuffenhausen drei Minuten, in Gegenrichtung sieben Minuten. Im Rahmen des Vorlaufbetriebs sollten Erfahrungen gesammelt werden, um das Angebot bei voranschreitendem Infrastrukturausbau weiter optimieren zu können. Wegen Personal- bzw. Fahrzeugmangel konnte bzw. kann die Linie tatsächlich weitgehend nicht angeboten werden. Unter anderem entfiel sie zwischen 3. Februar und 1. Mai 2023 aufgrund von Fahrzeugmangel vollständig. Inzwischen wird langfristig erwogen, an Stelle der heutigen S 62 Züge Zwischentaktzüge der heutigen S 60 (Böblingen–Renningen) an Stelle der S 62 bis Stuttgart-Feuerbach sowie (perspektivisch) bis zur Stammstrecke durchzubinden.
Eine spätere Verlängerung der Expresslinie nach Calw wird erwogen. Im März 2019 diskutierte der VRS-Verkehrsausschuss Ergebnisse der Kosten-Nutzen-Untersuchung zu einer solchen S-Bahn-Verlängerung. Laut der Untersuchung übersteigt der Nutzen der S-Bahn-Verlängerung die Kosten deutlich mit einem Faktor von 1,2 bis 1,66. Auch unter Einbeziehung möglicher Mehrkosten von bis zu 28 Millionen Euro bliebe das Projekt demnach wirtschaftlich. Der VRS sei nach eigenen Angaben von Mitte 2024 offen für Gespräche.
Das vom Verkehrswissenschaftlichen Institut Stuttgart 2020 fortgeschriebene VRS-Verkehrsmodell enthält folgende für die Schwarzwaldbahn relevanten Annahmen: S 60 im 15-Minuten-Takt, S. 62 von Calw bis Feuerbach sowie die Verlängerung der S 6/S 60 über Schwabstraße hinaus bis Vaihingen.

### Bahnsteigerhöhungen
In den kommenden Jahren sollen an mehreren Stationen die Bahnsteige auf S-Bahn-Niveau (96 cm) angehoben werden: 2026 in Leonberg, 2027 in Zuffenhausen, Weilimdorf und Ditzingen (jeweils 2028) sowie Neuwirtshaus und Korntal (jeweils 2029).

### Einführung einer Metropolexpress-Linie
Eine Bürgerinitiative hat hingegen die Einbeziehung der Schwarzwaldbahn in das Metropolexpress-Netz gefordert. Der Metropolexpress (MEX) solle zwischen Calw und Weil der Stadt an allen Stationen halten, außerdem in Renningen und Leonberg, und anschließend direkt in den Hauptbahnhof Stuttgart (S21) einfahren. Damit würde das Manko der Schwarzwaldbahn, als einzige Hauptlinie im Stuttgarter S-Bahn-Netz keinen höherwertigen (Eil-)Verkehr zu besitzen, ausgeglichen. Die Fahrzeit von Weil der Stadt bis Stuttgart Hbf könne sich damit von 39 Minuten (S-Bahn) auf ca. 25 Minuten (MEX) verkürzen.
Um den S21-Hauptbahnhof erreichen zu können, muss von den bestehenden Gleisen auf die neuen Fernbahngleise gewechselt werden. Weil dafür ein teurer Brückenbau in Zuffenhausen notwendig wäre, wird der MEX vom Regionalverband (VRS) abgelehnt. Da der MEX den künftigen Durchgangsbahnhof in der anderen Richtung zu einem anderen Endziel verlassen muss, muss dafür ein Streckenast gefunden werden, dessen Fahrgastaufkommen ähnlich niedrig ist, wie es die kleinen Städte an der Schwarzwaldbahn erwarten lassen. Eine Entscheidung zwischen der Einführung eines MEX-Zuges und der Verlängerung der S-Bahn bis Calw könne daher erst in den 2030er-Jahren fallen, wenn die Entwicklung der Fahrgastzahlen bekannt sei, meinte 2023 ein Vertreter des Verkehrsministeriums.

## Trivia
- Hermann Hesse nimmt in verschiedenen seiner Werke Bezug auf die Schwarzwaldbahn und deren beeindruckende Bahndämme in Calw. Der Damm in der Schleife bei Hirsau war mit einer Höhe von 64 Metern damals der höchste Bahndamm Europas.[70]
- Calw bietet von der linken Seite des Nagoldtals einen Drei-Bahnen-Blick: Zu sehen ist einmal das Gleis der Nagoldtalbahn, darüber zweimal das Gleis der württembergischen Schwarzwaldbahn.

## Film
- Auf den Spuren der Württembergischen Schwarzwaldbahn. Dokumentarfilm von Gert und Jutta Tetzner über den Streckenabschnitt von Weil der Stadt bis Calw, 2016.
- SWR: Eisenbahn-Romantik – Die Württembergische Schwarzwaldbahn. (Folge 993, 2020) (Film auf Youtube)